# Liste des hôtels particuliers de Bordeaux

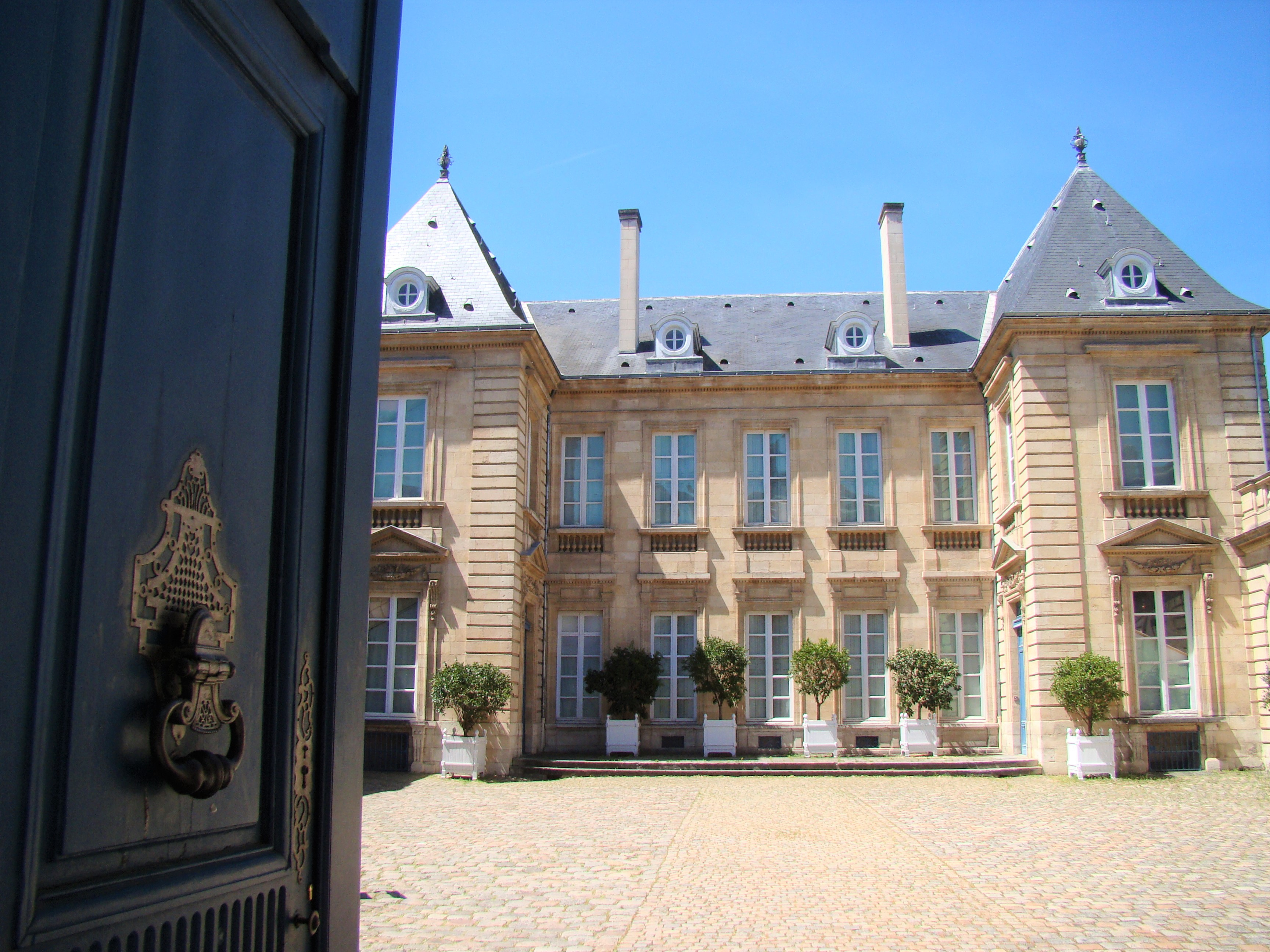
Hôtel de Lalande.

La ville de Bordeaux compte de nombreux hôtels particuliers, vastes et luxueuses maisons de ville, généralement bâtie sur plusieurs étages, et conçues pour être occupée par une seule famille (ainsi que son personnel de maison). Témoins de la richesse de la ville et de son port, en particulier au XVIIIe siècle, un grand nombre d'entre eux sont aujourd'hui des monuments historiques.
Certains édifices appelés "hôtels" ne sont en revanche pas des hôtels particuliers, car ils ne sont pas la propriété d'une seule famille. C'est le cas de l'hôtel de la Monnaie ou de l'hôtel de la marine.
La liste suivante présentent les hôtels particuliers de Bordeaux dans l'ordre chronologique de leur construction.

## XVIesiècle

### Oustau de Carles ou Maison de Jeanne de Lartigue

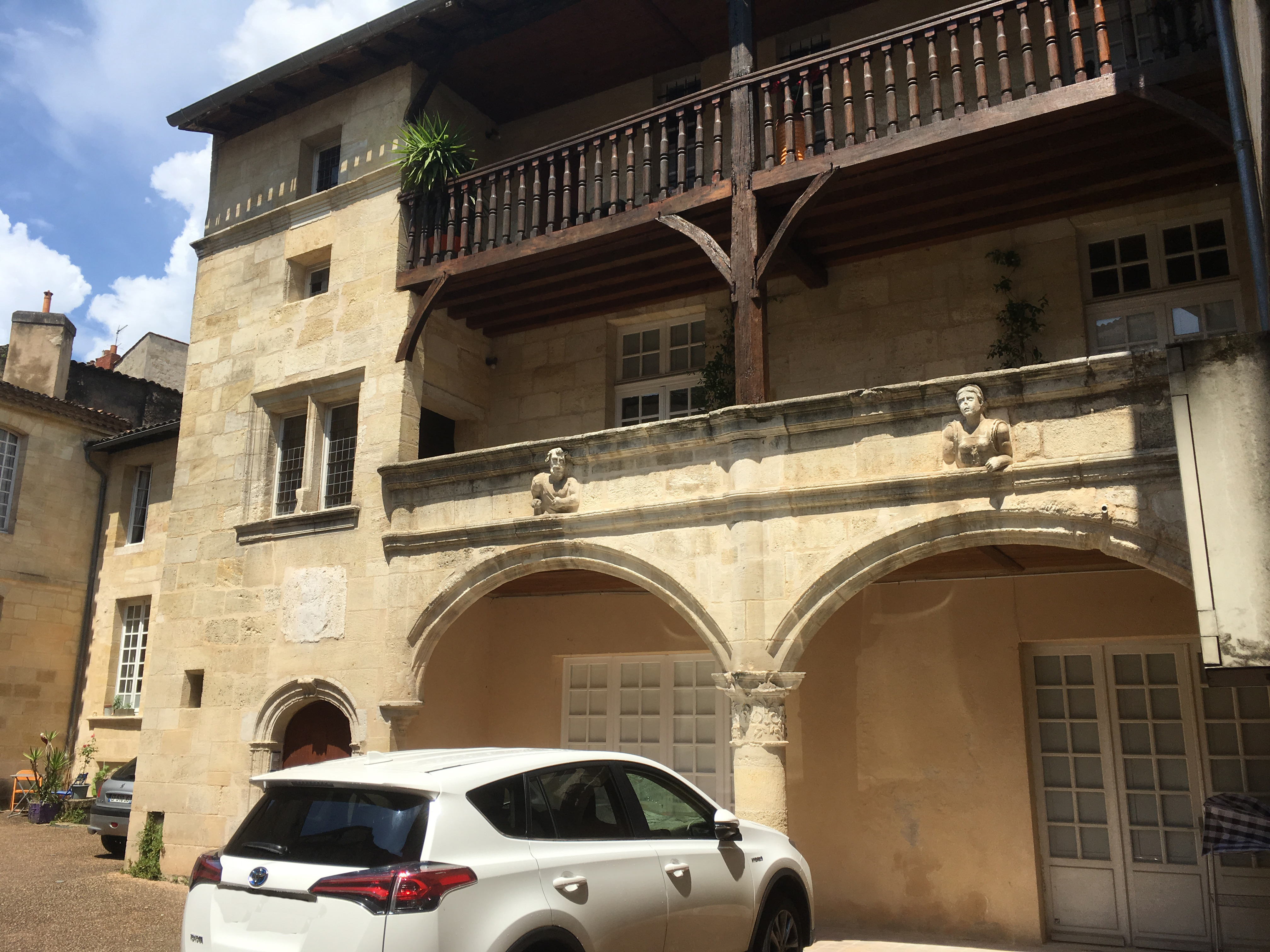
Maison de Jeanne de Lartigue.

Situé au fond de l'impasse Rue-Neuve, l'oustau (hôtel ou maison en gascon) de Carles fut aussi la maison de Jeanne de Lartigue, épouse de Montesquieu.

Cette maison du XVIe siècle se compose d'un escalier à vis, de deux passages couverts superposés, où s’ouvrent deux arcs en plein cintre. La façade Renaissance est décorée de deux bustes supportant la galerie du bas.

## XVIIesiècle

### Mairerie de Bordeaux

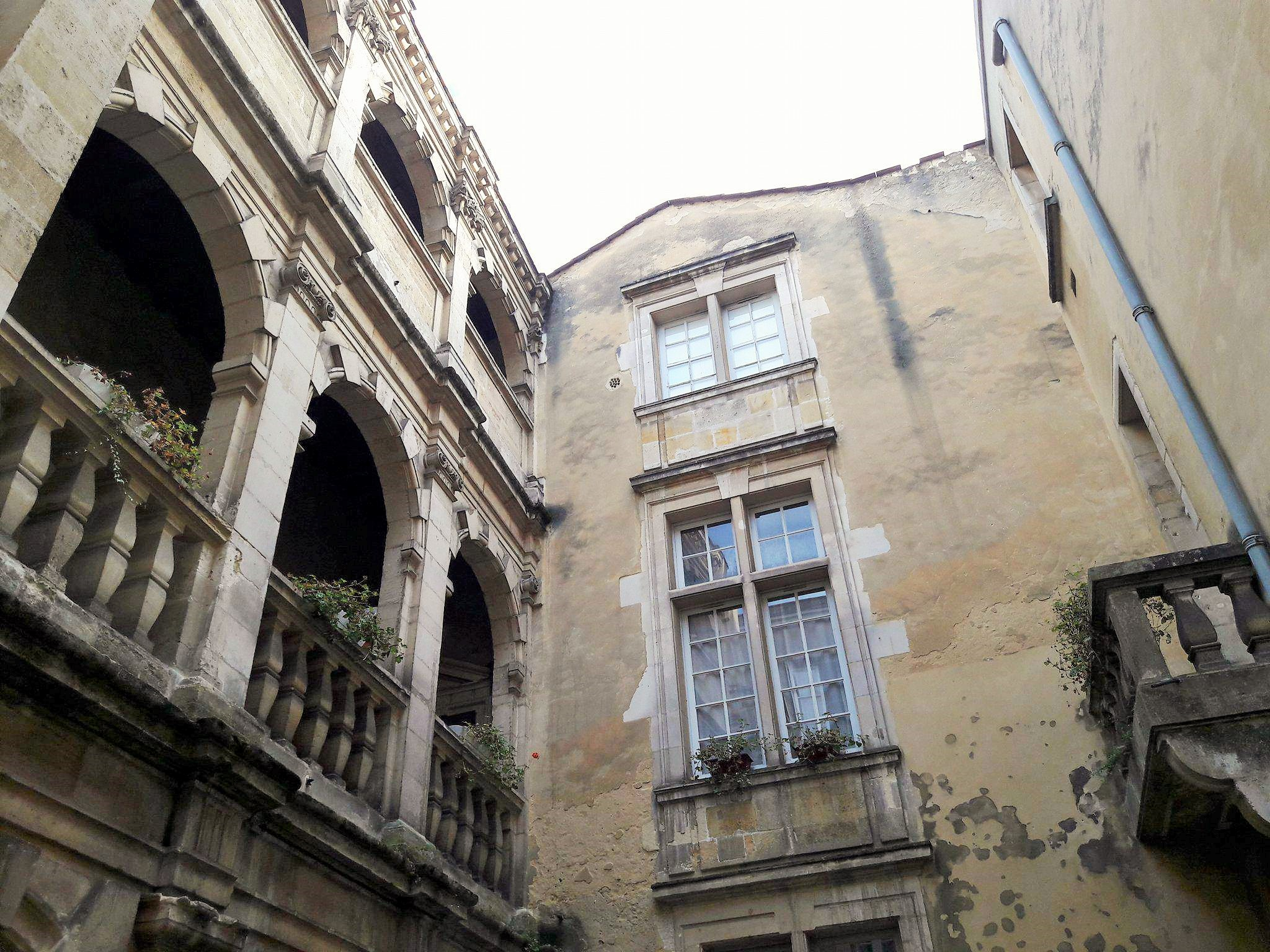
Mairerie de Bordeaux.

Située 20 rue des Ayres, elle était la demeure du maire et de sa famille au XVIIe siècle.

Aujourd'hui, elle est aménagée en presbytère de l'actuelle église Saint-Paul-Saint-François-Xavier.

### Hôtel Martin ou hôtel de Razac

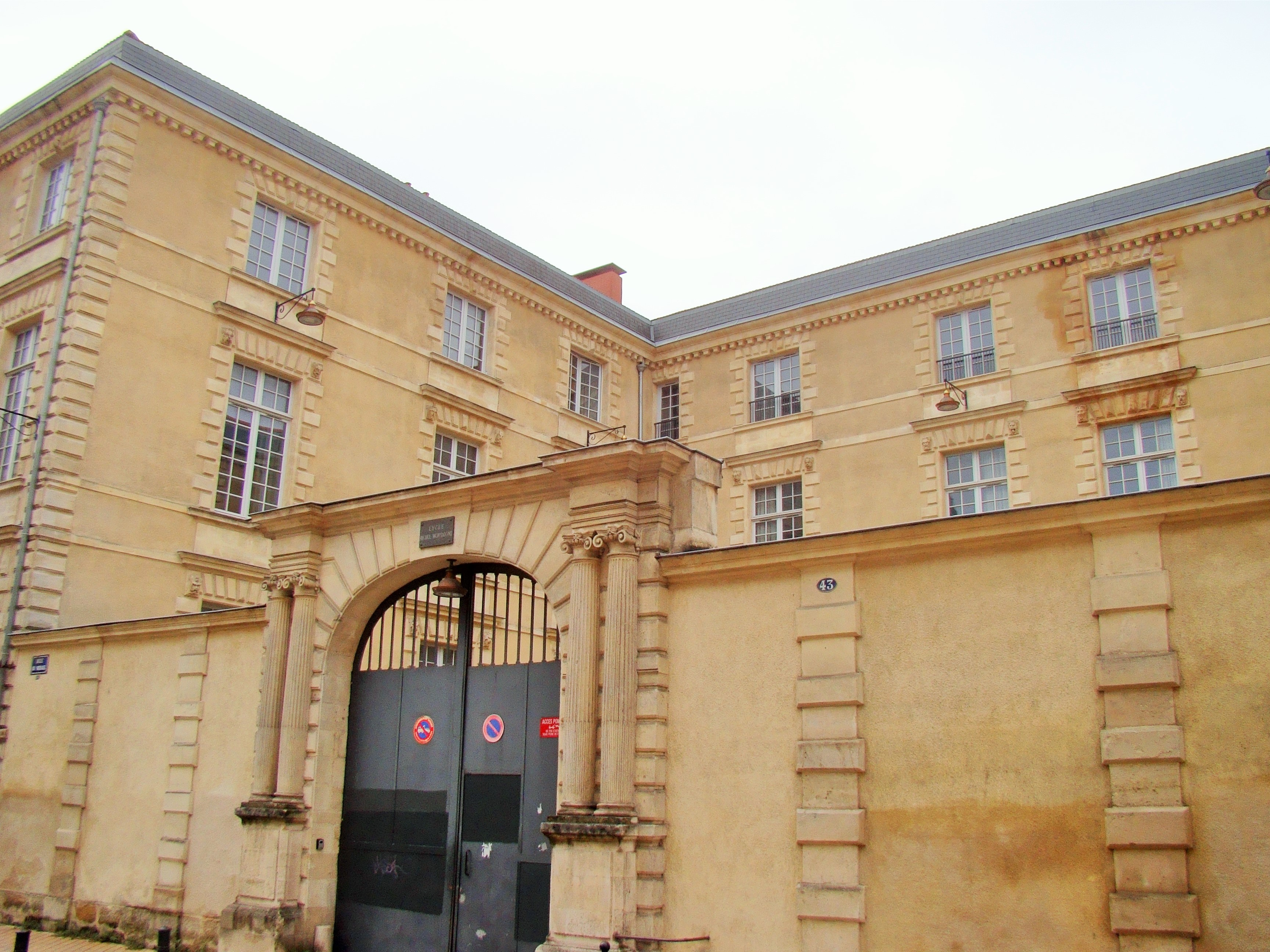
Hôtel Martin.

Situé 44 rue du Mirail, il a été construit par le maître bordelais Henri Roche, entre 1607 et 1613 pour le conseiller au Parlement Raymond Martin. En 1615 Marie de Médicis en fut l'hôte à l'occasion du mariage royal de son fils le jeune Louis XIII avec Anne d'Autriche. L'hôtel restera dans la famille de Razac, descendants des Martin, jusqu'à la Révolution.

L'hôtel est désormais intégré au Lycée Montaigne.

### Hôtel de Laubardemont

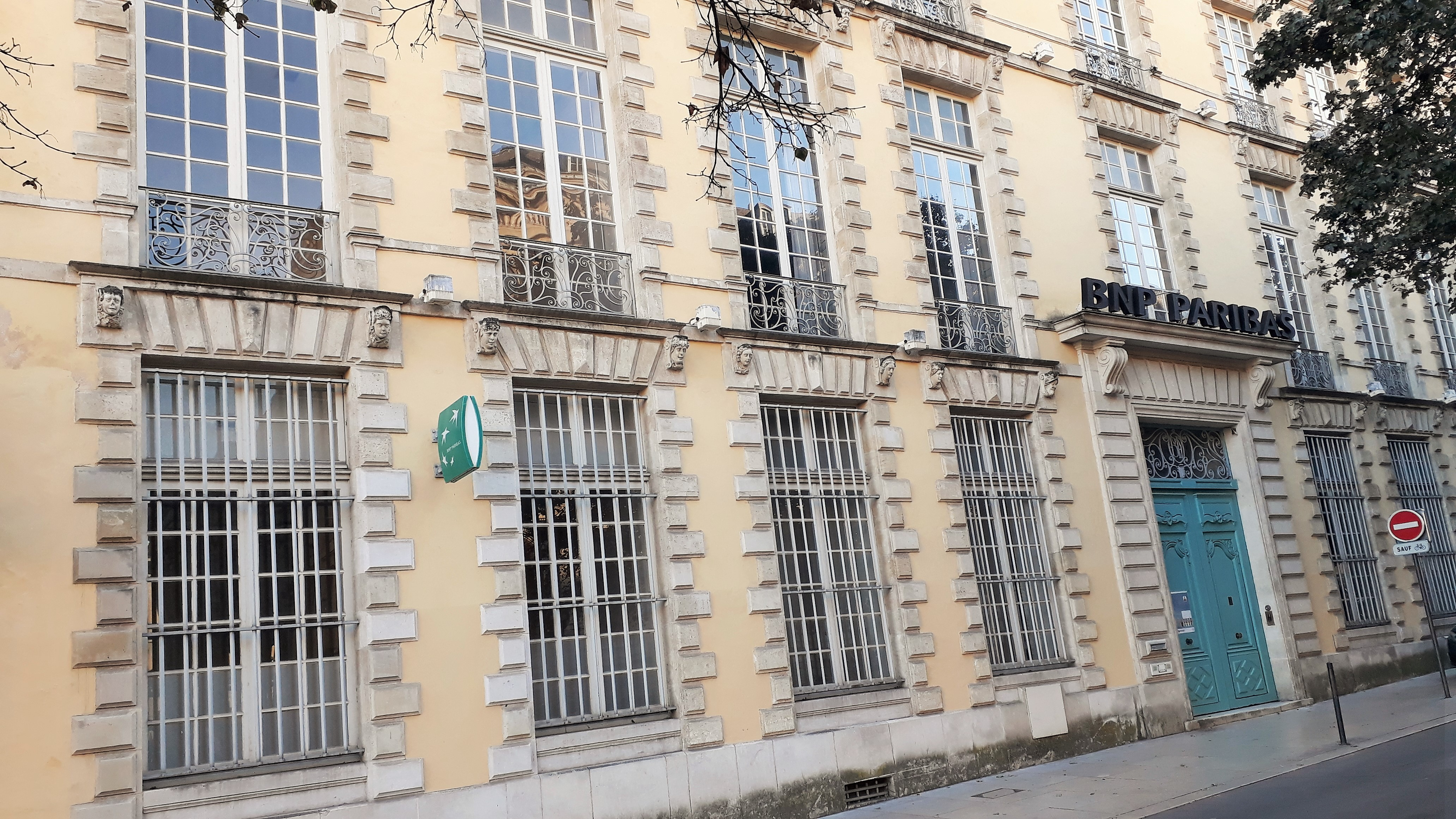
Hôtel de Laubardemont.

L'hôtel a été construit entre 1608 et 1612 par Henri Roche pour le compte de Mathieu Martin, sieur de Laubardemont, secrétaire du roi sur l'emplacement d'une maison dénommée jusqu'alors Bourse d'Espagne. L'hôtel particulier est actuellement situé au no 40 cours de Chapeau Rouge, anciennement fossés du Chapeau Rouge.

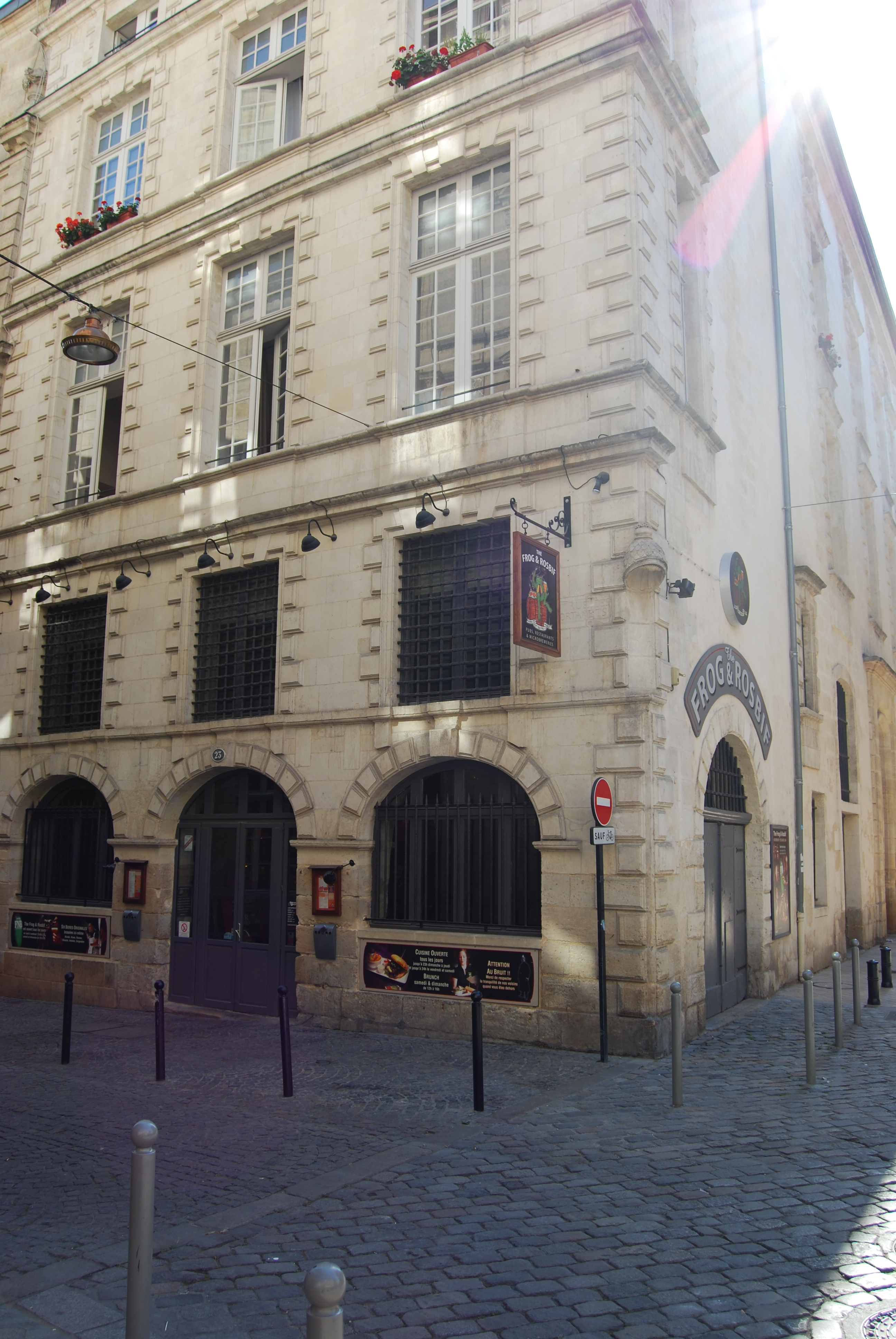
Maison Acquart.

### Maison Acquart
Située 23, rue Ausone, cette ancienne maison de négociants date du début du 17e siècle pour ses façades, de style maniériste, et du second quart du XVIIIe siècle pour le reste de l'immeuble qui a été remanié. Le rez-de-chaussée présente un ensemble de salles voûtées qui faisaient sans doute office d'entrepôts.

### Hôtel Pichon
Situé 4, cours de l'Intendance, il fut construit entre 1610 et 1614 pour le président du Parlement de Bordeaux, François de Pichon.

### Hôtel de Ragueneau ou hôtel de l'Octroi

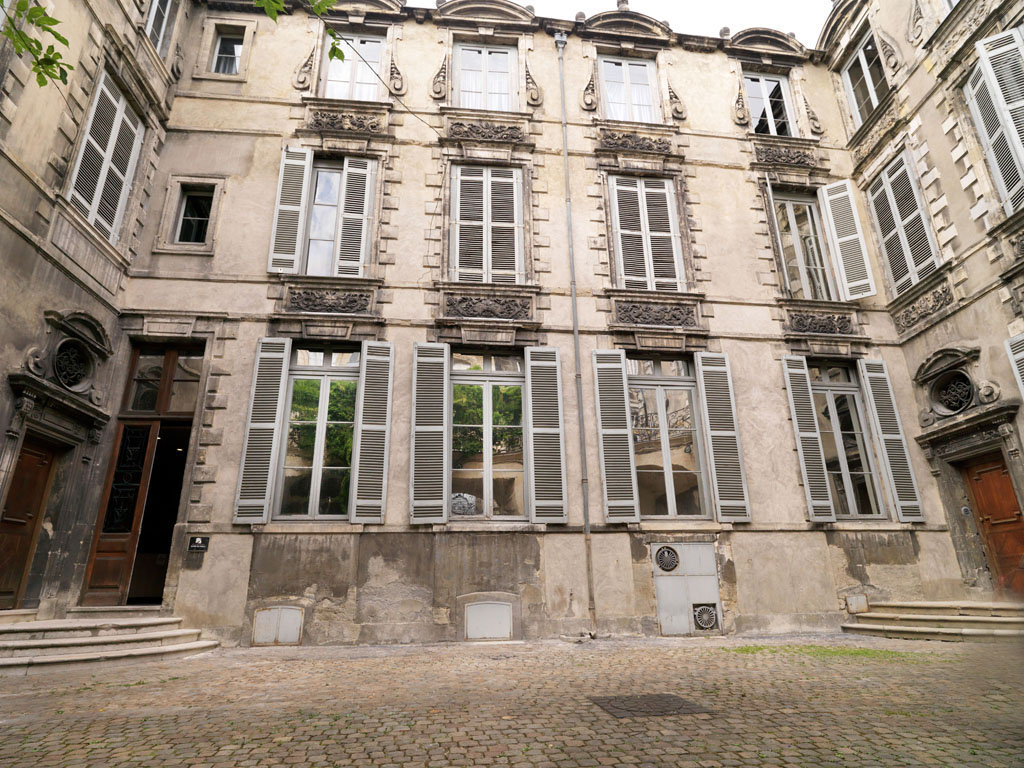
Hôtel de Ragueneau.

L'hôtel a été construit entre 1634 et 1656 par l'architecte Pierre Léglise pour le compte de Jeanne de Seurin, veuve de Pierre Ragueneau conseiller au parlement. L'hôtel a été classé au titre des Monuments historiques le 22 mai 1964. L'hôtel a appartenu au marquis de Lacaze. Il est situé 71, rue du Loup et a abrité les archives municipales de 1939 à 2014.

### Hôtel de Secondat

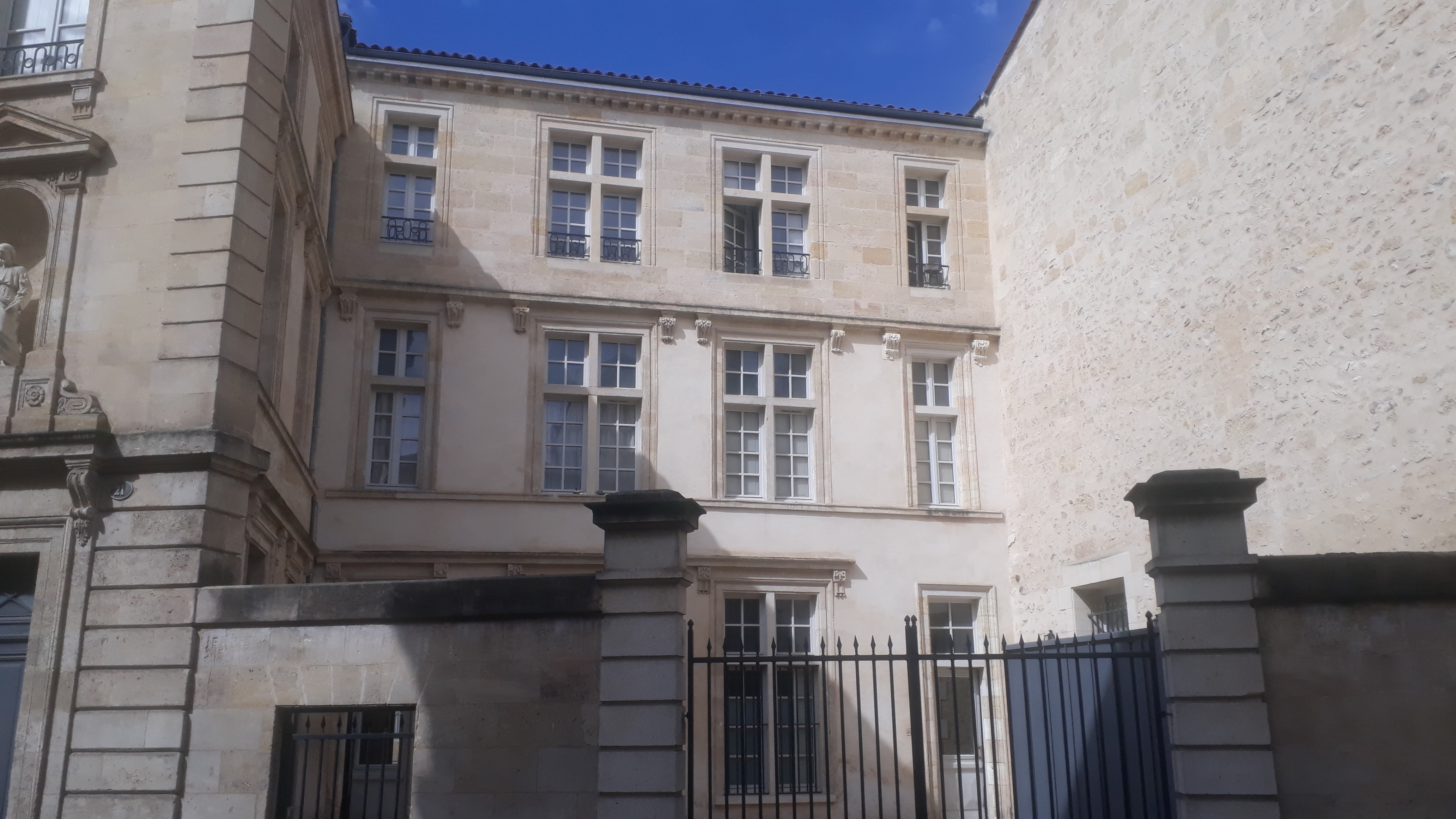
Hôtel de Secondat.

Situé 21 rue Paul-Louis-Lande, il date de la première moitié du XVIIe siècle. Il est acheté en 1757 par Jean-Baptiste de Secondat, fils de Montesquieu, qui fait entreprendre d'ambitieux travaux jamais achevés.

### Hôtel Lecomte ou hôtel de Puységur

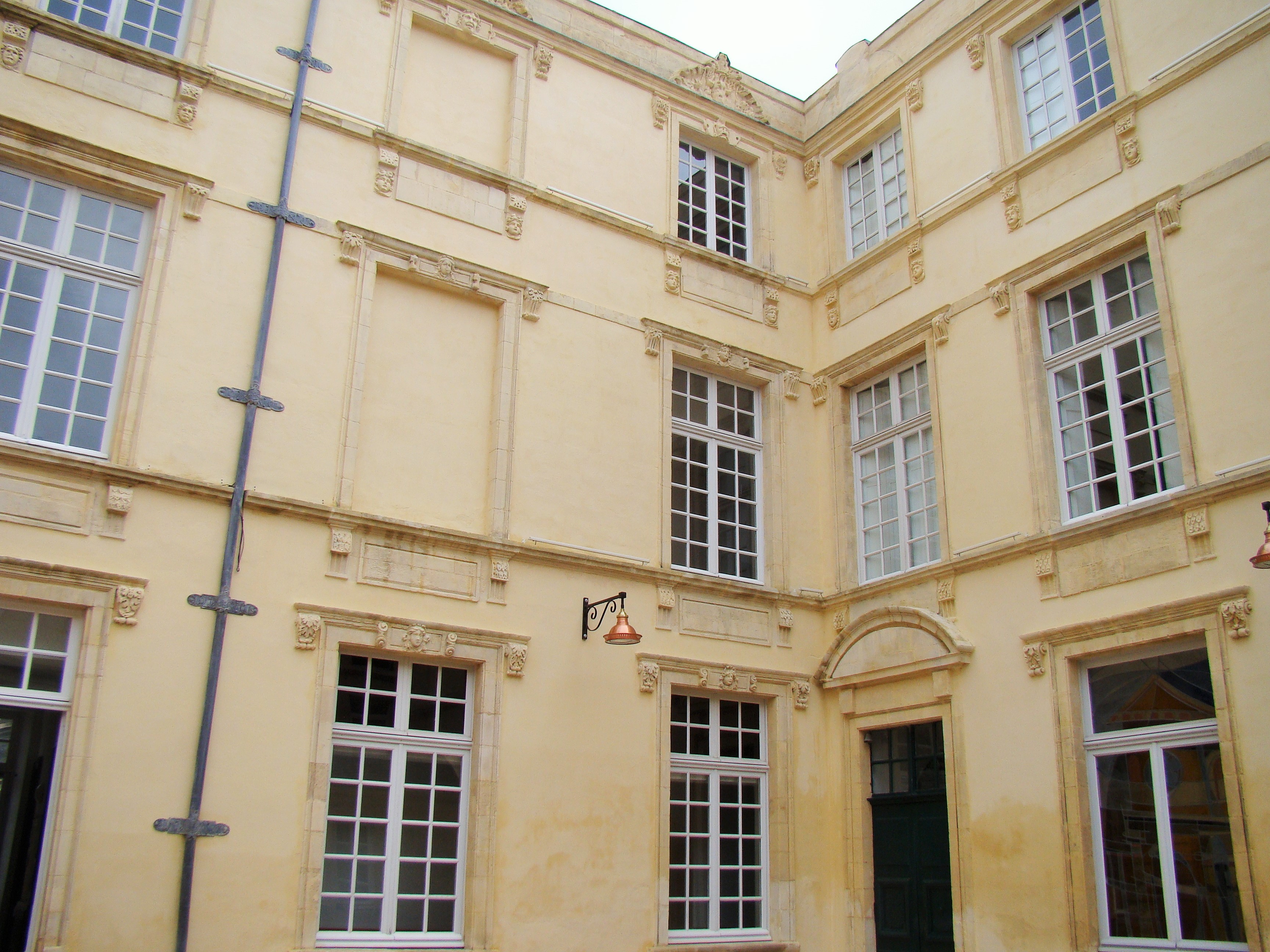
Hôtel Lecomte.

Situé 36, rue du Mirail, il fut construit en 1650 pour Jacques Lecomte, captal de Latresne et conseiller à la cour du roi à Bordeaux. Quand celui-ci mourut en 1659, son fils François Artus en hérita. En 1735 la maison fut vendue au conseiller au parlement Pierre de Pichard, puis, en 1826, le comte de Puységur acheta la propriété.
L'hôtel devient « maison d’enseignement » en 1850 avec la congrégation de la Sainte-Famille. L'Institution du Mirail innove en 1998 en devenant le lycée du Matin.

En 2004, la façade et l’escalier du XVIIe siècle sont rénovés.

## XVIIIesiècle

### Hôtel Journu (place du Palais)

Hôtel Journu de la place du Palais.

Il existe plusieurs hôtels particuliers appartenant à la famille Journu à Bordeaux. Celui de Claude (1680-1742) est situé aux 26 et 27 place du Palais. D'abord installé rue de la Rousselle, ce marchand droguiste a fait fortune dans le négoce de denrées coloniales puis dans l'industrie du raffinage du sucre de canne. Sa richesse lui permet de se faire construire cet immeuble pour montrer sa réussite et y loger sa très nombreuse famille.

### Hôtel de l'Intendance

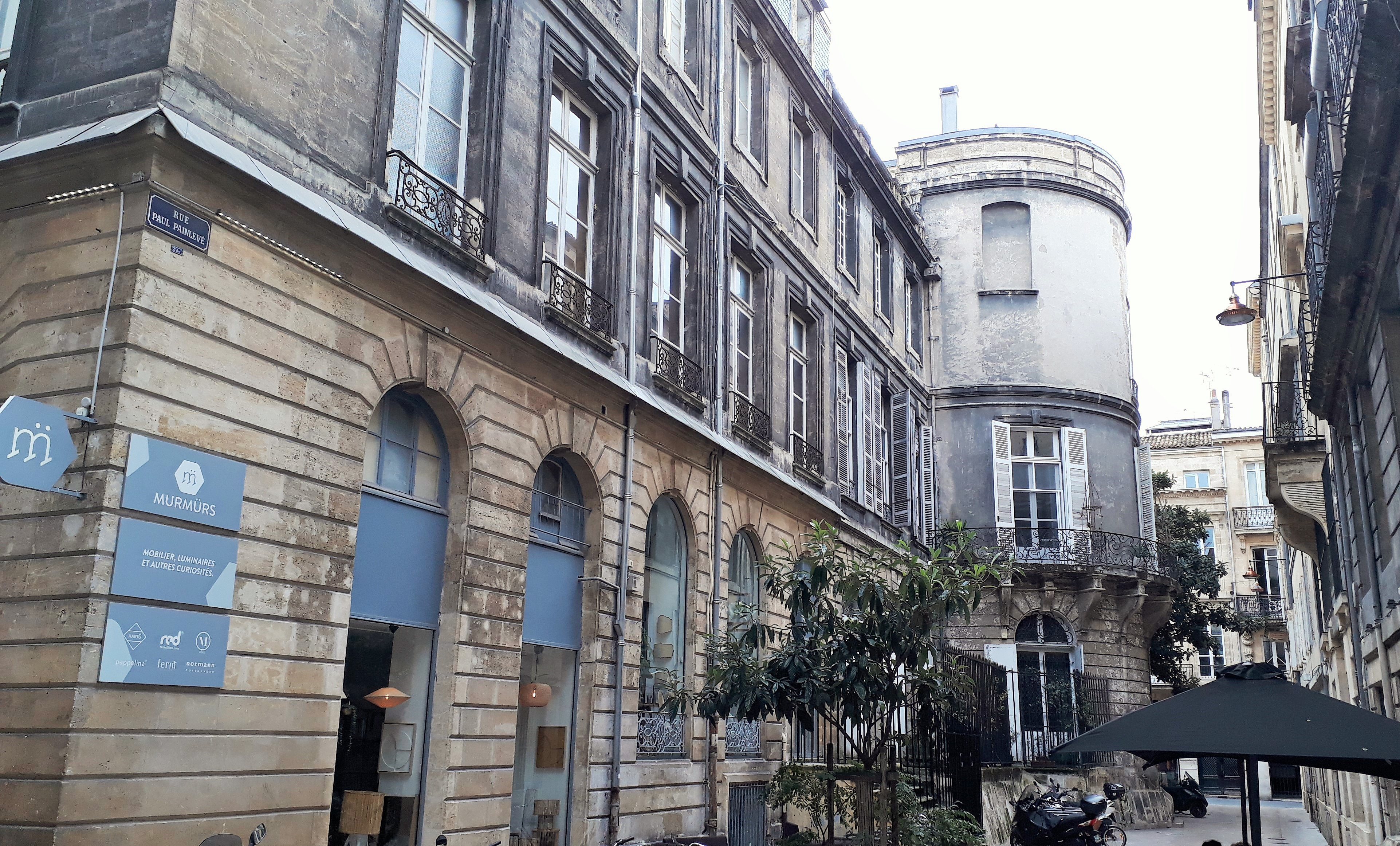
Vestiges de l'hôtel de l'Intendance.

Construit sur les fondations mêmes des remparts datant de l'Antiquité romaine, cet hôtel est situé dans l’ancien château de Puy-Paulin, qui a été vendu au roi Louis XIV en 1707 par Henri-François de Foix Candale, héritier des ducs d’Épernon. Il devient alors le logement de fonction des intendants de Guyenne, parmi lesquels le Marquis de Tourny.

À la Révolution, avec la suppression des intendances, l’hôtel devient pendant un an l'hôtel de département, puis est vendu à sept copropriétaires parmi lesquels les frères Pereire. Au début du XXe siècle, l’hôtel devient la propriété du riche négociant Auguste Journu.

### Hôtel Pichon-Longueville
Situé 9, rue Poquelin-Molière, il a été construit en 1722.

### Hôtel Lecomte de Latresne

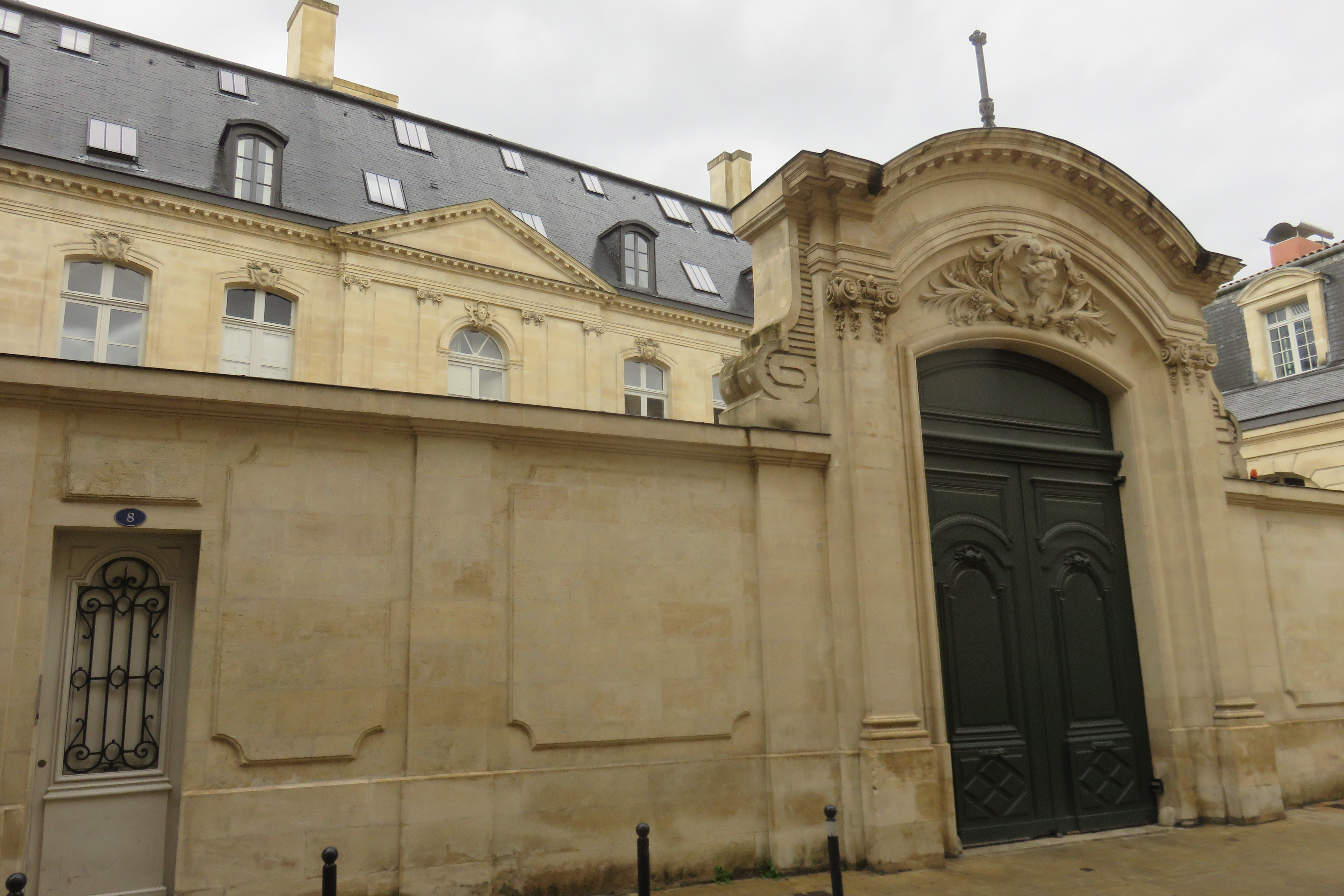
Hôtel de Latresne.

Situé 8, rue de Cheverus, il fut édifié en 1739 par l'architecte André Portier, pour le compte d'un riche parlementaire bordelais, le marquis Lecomte de la Tresne. Cet hôtel particulier fut un temps la résidence de l'archevêque de Bordeaux, et a aussi abrité le siège du quotidien Sud Ouest.

### L’Hôtel de Nesmond

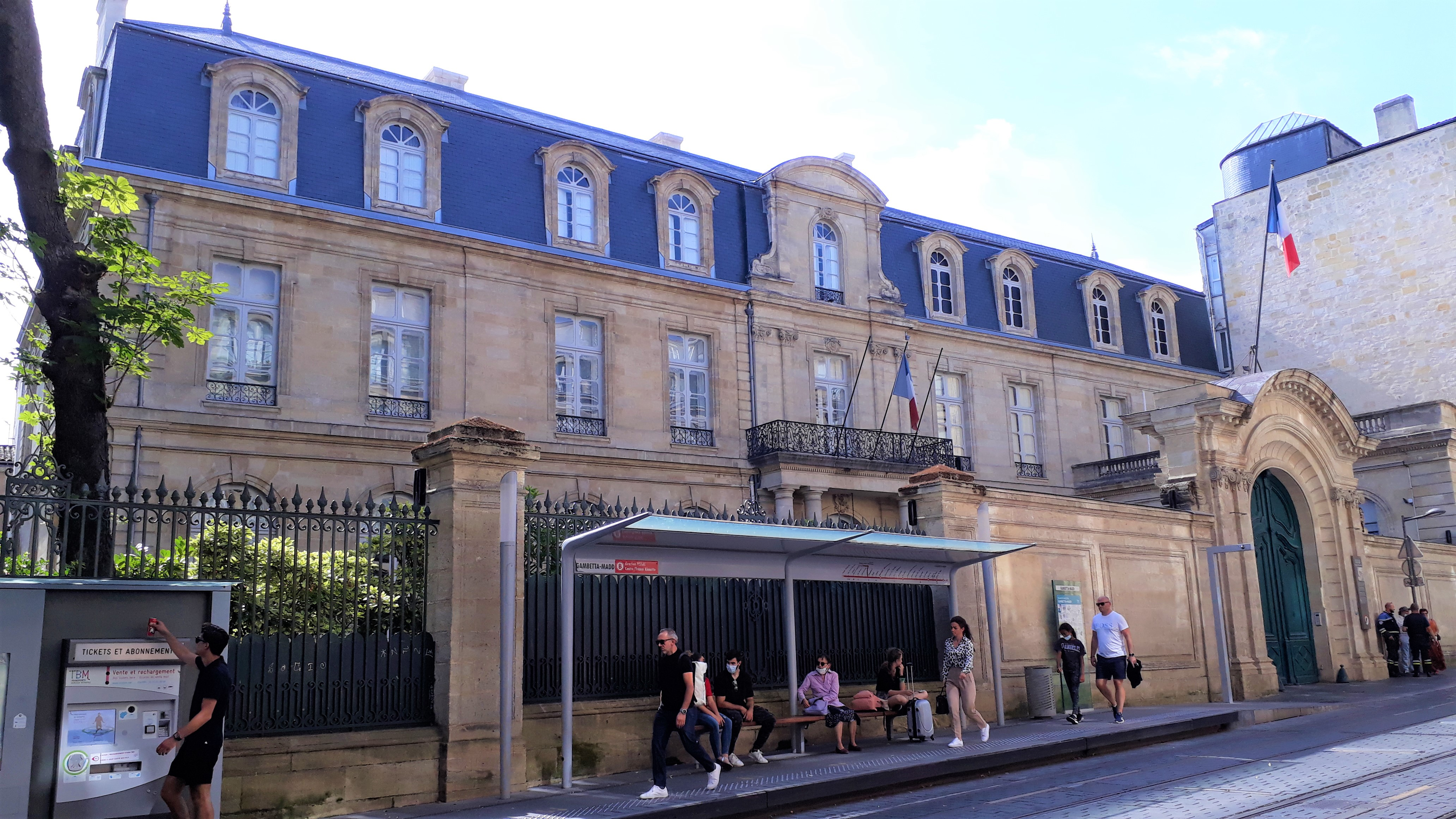
Hôtel de Nesmond.

Situé au 17 bis, rue Vital-Carles, cet hôtel a été fortement remanié par le maréchal duc de Richelieu entre 1757 et 1766. À l'origine la propriété appartenait à la famille d’Esmond, riche famille de parlementaires d’origine irlandaise qui, en 1630, y fit bâtir une première demeure. En 1659, la Ville l'acquiert pour y loger le maire, en remplacement de l'ancienne mairerie. Elle devient ensuite, en 1691, la propriété du gouverneur de la province de Guyenne et de ses services. C'est à ce titre que le duc de Richelieu, alors chargé du poste, transforme la vieille demeure en palais dont l'entrée était située rue de la Porte-Dijeaux.
À la Révolution, l'hôtel devient bien national, puis en 1830, une pension de jeunes filles. L'État achète le site en 1862 afin d'y installer l'archevêché. Le cardinal Donnet quitte alors l'hôtel de la Tresne, rue de Cheverus, pour cette résidence plus confortable.
Après la séparation de l'Église et de l'État en 1905, l'hôtel de Nesmond est revendu au département de la Gironde et affecté à la résidence privée du préfet de la Gironde.
En 1914, puis en 1939, lors des replis du gouvernement français à Bordeaux, les présidents Poincarré et Lebrun y habitèrent.

### Hôtel Raba
Située cette demeure fut construite pour l'officier louvetier François Lartigue entre 1745 et 1750, avant d'être rachetée en 1779 par la très riche famille Raba, armateurs juifs d'origine portugaise.

### Hôtel Gradis

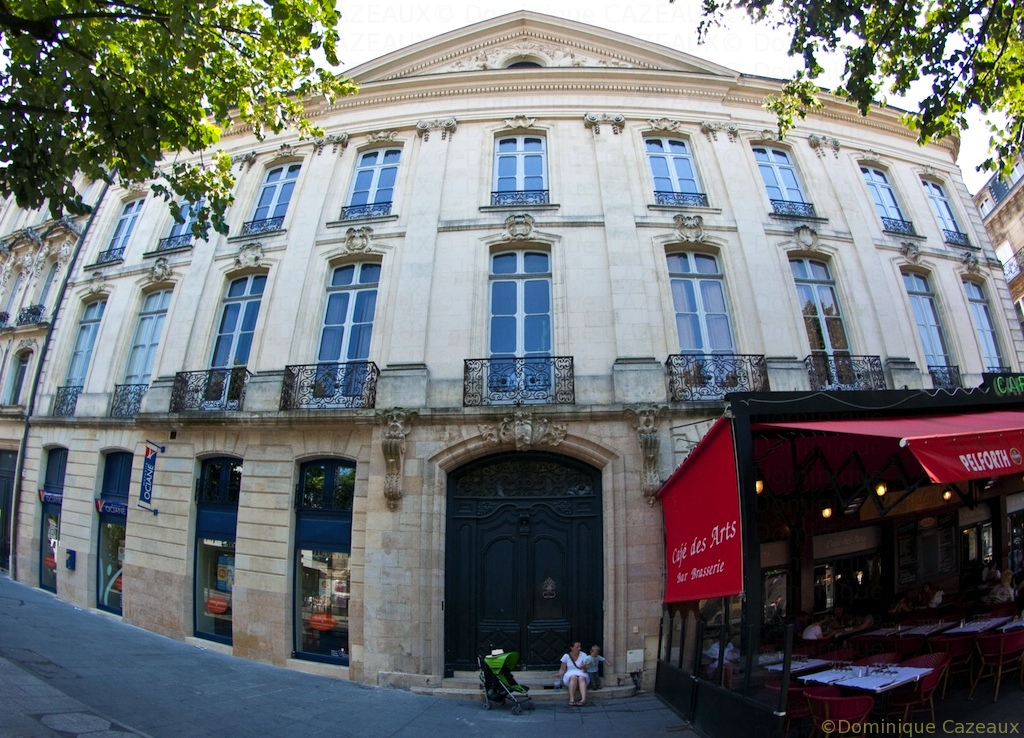
Hôtel Gradis

Situé 138, cours Victor-Hugo, l'hôtel est édifié en 1750 pour le négociant et armateur négrier bordelais Abraham Gradis.

### Hôtel Copmartin
Pierre Copmartin (1718-1782), avant-dernier subdélégué (secrétaire de l'Intendant) de Bordeaux de 1768 à 1782 et président de l'élection de Guyenne, fit édifier vers 1770 un hôtel particulier de style Louis XVI au no 9 de la rue Castillon. Au départ, seuls le logis au fond de la cour et l'aile nord sont bâtis; l'aile sud, quant à elle, n'était pas encore achevée à la mort de Copmartin. Située à quelques pas de l'hôtel de l'Intendance, cette demeure de prestige se distingue par le garde-corps chiffré (P.C. et J.M.C.) en fer forgé du balcon qui surplombe la porte cochère et qui court tout le long de la façade. La rampe de l'escalier d'honneur présente un travail de ferronnerie similaire, et le salon de l'étage noble un parquet à rosace d'époque Louis XVI.

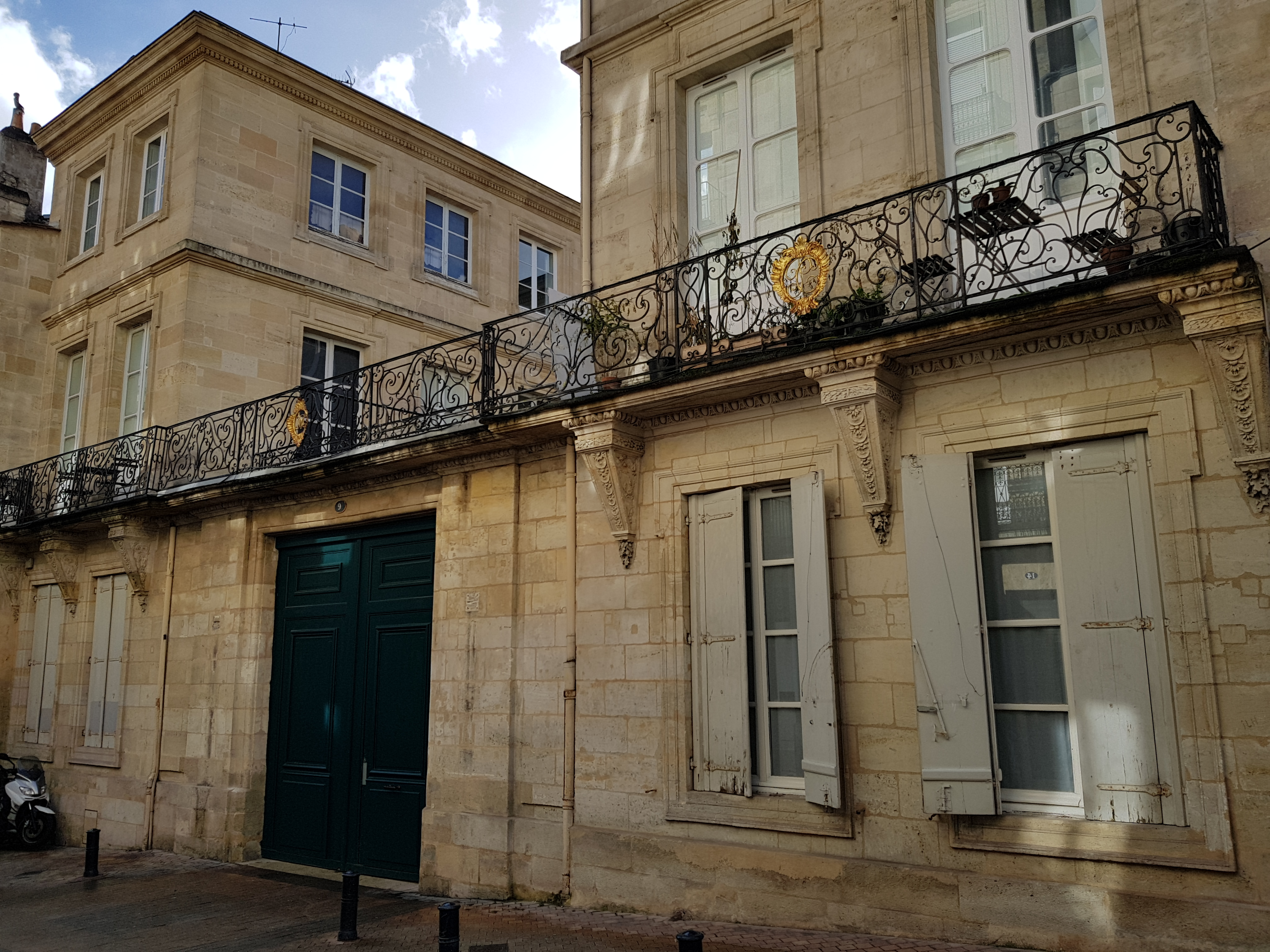
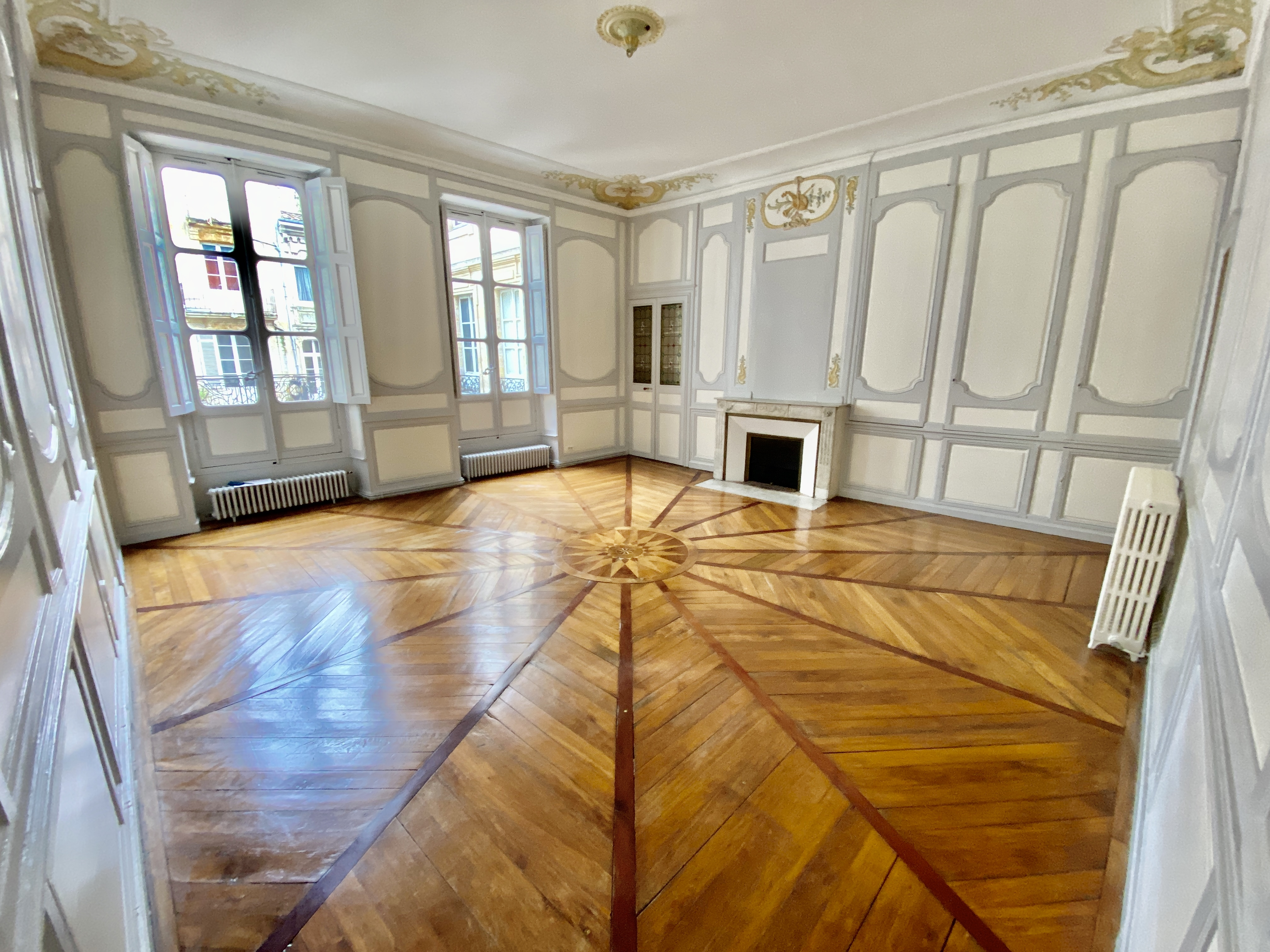
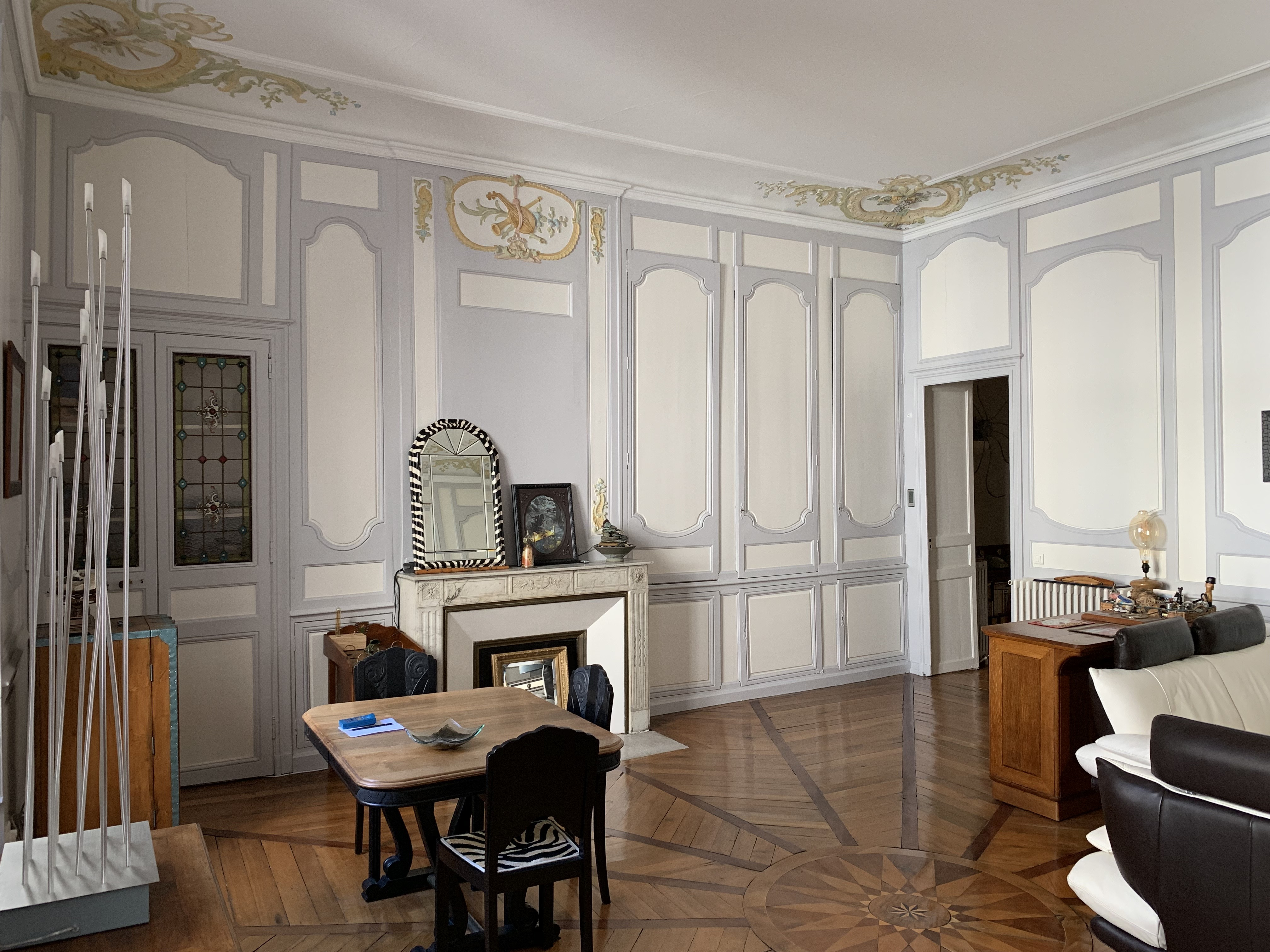

### Hôtel de Lalande

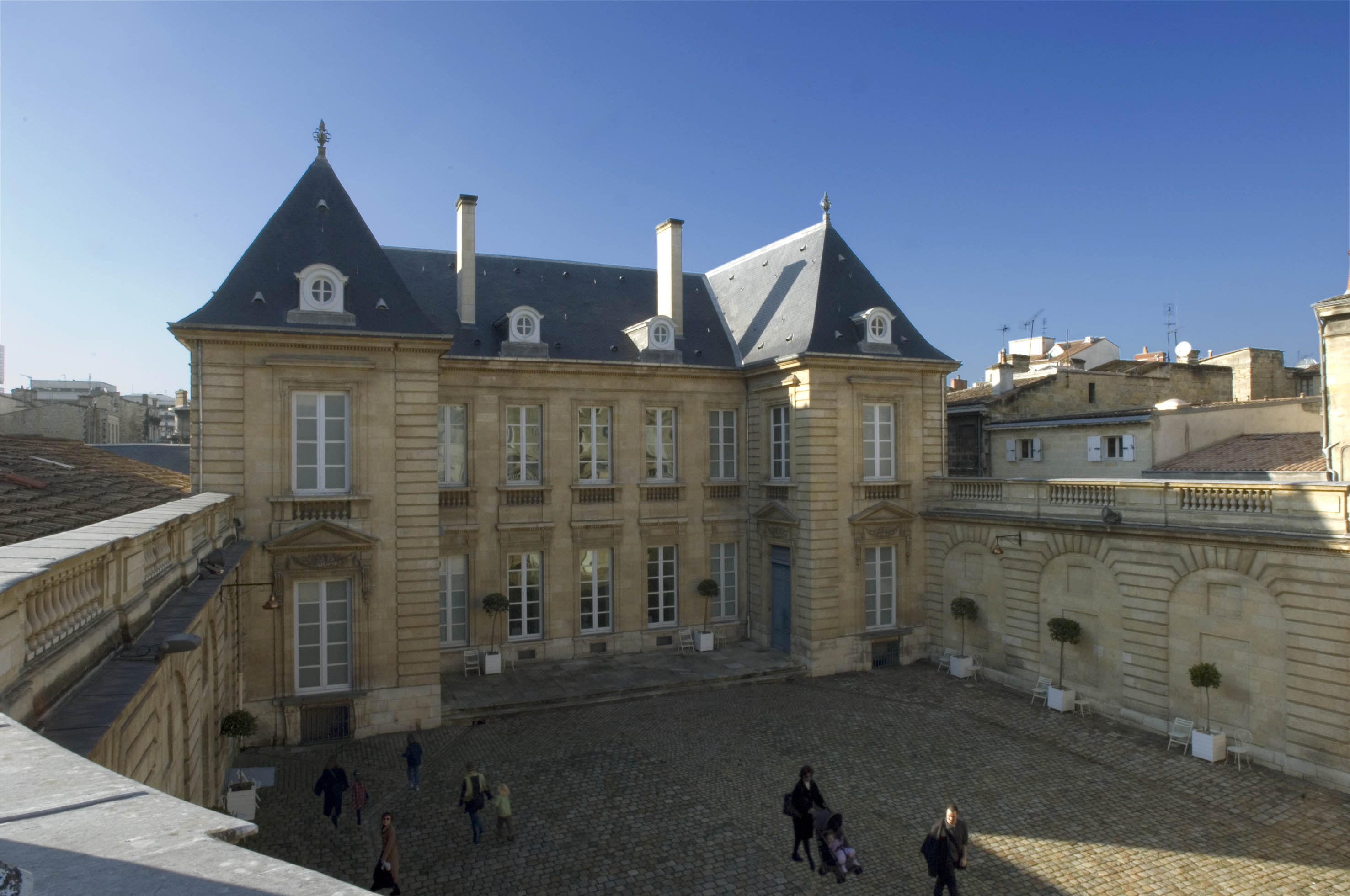
Hôtel de Lalande.

Cet hôtel particulier, entre cour et jardin, fut bâti en 1778 par l’architecte Etienne Laclotte pour Pierre de Raymond de Lalande, conseiller au parlement de Bordeaux depuis 1747. Riche représentant de la noblesse de robe de Bordeaux il possédait également, par son mariage avec Jeanne de Lalande-Gayon, dame d’Urtubie, de vastes plantations de café et de canne à sucre, ainsi que leurs esclaves, à Saint-Domingue. Les revenus de ces investissements placent les Lalande parmi les premières fortunes de Bordeaux. La demeure change de main dès 1828, puis à plusieurs reprises avant d'être acquise en 1878 par la Ville de Bordeaux qui y installe un hôtel de police. L'hôtel accueille désormais le Musée des Arts décoratifs et du design.

### Hôtel Leberthon - Crédit Municipal de Bordeaux

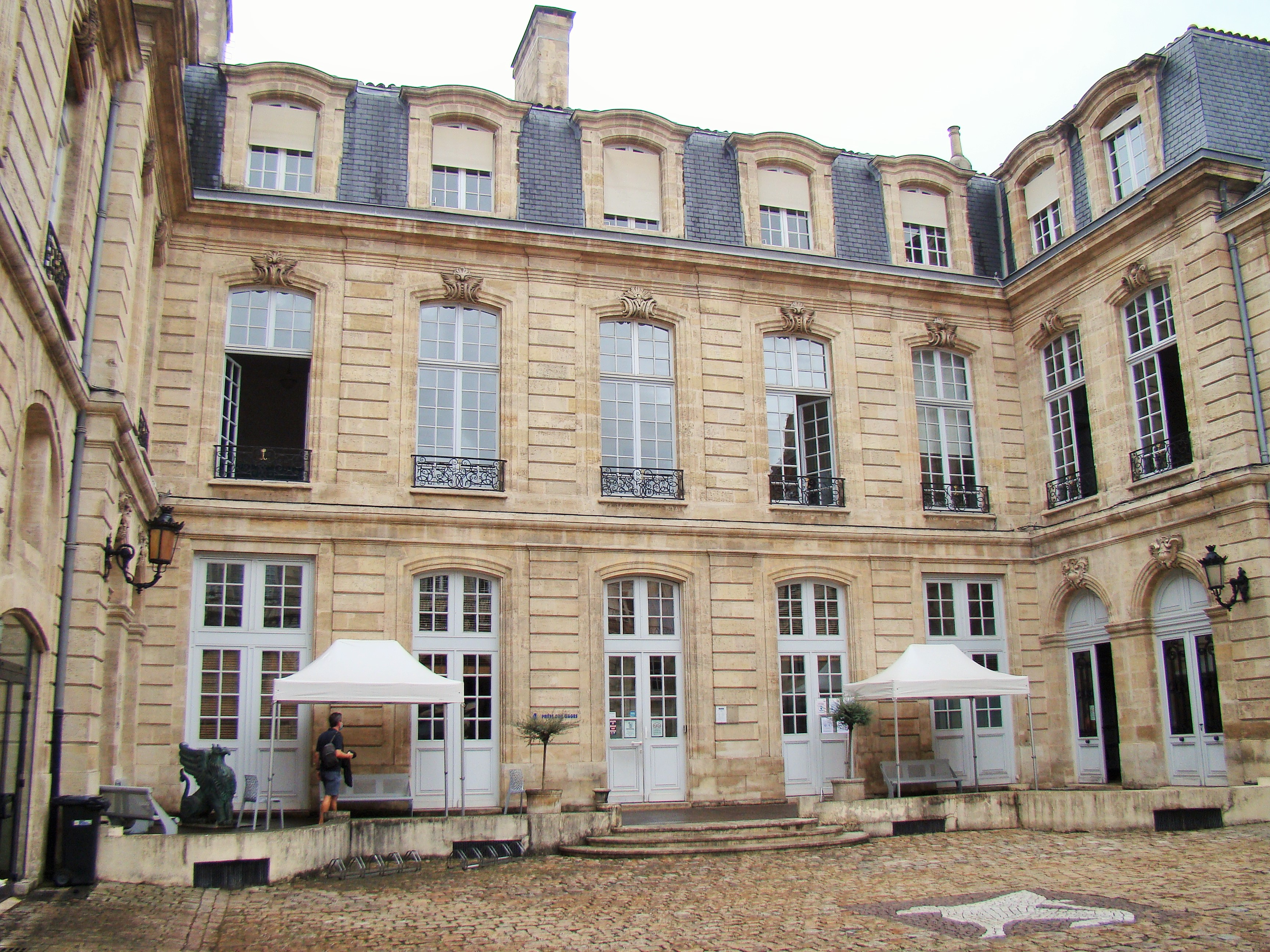
Hôtel Leberthon.

André-François-Benoît Leberthon (ou Le Berthon), père d'André-Benoît-François-Hyacinthe Le Berthon, premier président du Parlement de Bordeaux, fait édifier entre 1742 et 1747 un hôtel particulier par l'architecte André Portier, à l’emplacement d’une maison complètement ravagée par un incendie, sur une propriété faisant partie du patrimoine de la famille Leberthon avant 1573. Les Leberthon reçoivent en dédommagement de leur demeure incendié une subvention publique exceptionnelle de 100 000 livres. L'immeuble de style Louis XV est situé en retrait au sein d’une cour fermée sur les côtés par deux ailes basses et un mur ouvrant sur la rue par un porte encadrée de doubles colonnes, signe d'un personnage de haut rang, et surmontée d'une balustrade. L’escalier d’honneur et l’escalier de service en pierre de taille traduisent du savoir-faire en matière de stéréotomie des maîtres maçons du XVIIIe siècle. Une rampe en fer forgé souligne chacun de ces deux escaliers. On y retrouve les fenêtres à arceaux et les toits mansardés caractéristiques des façades d’ensembles situés autour de la place Gambetta ou de la place de la Victoire.

L’hôtel est situé 29, rue du Mirail, et est occupé depuis 1801 par la Caisse de Crédit Municipal,.

### Hôtel Marbotin
Situé 28, rue Blanchard-Latour, il a été construit en 1770.

### Hôtel de Lisleferme

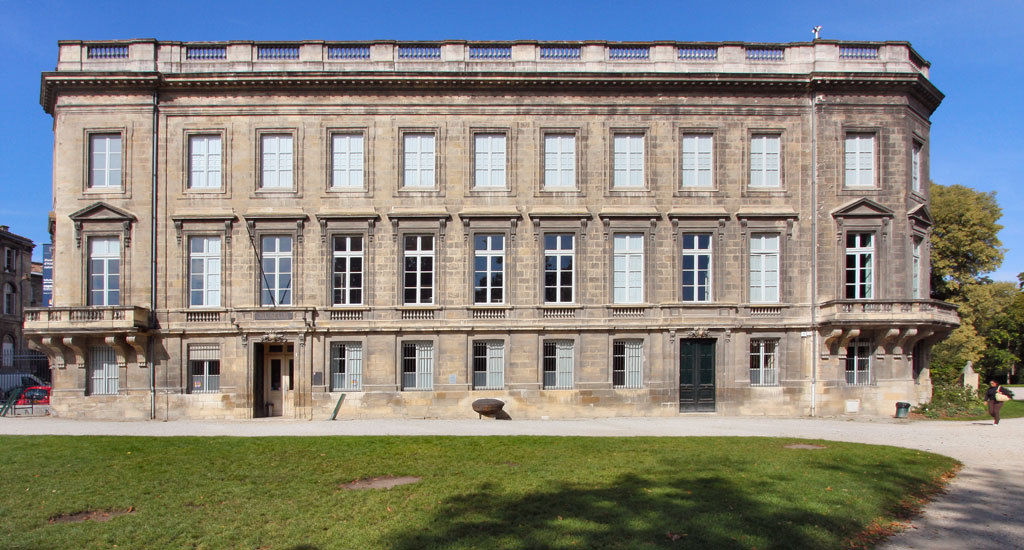
Hôtel de Lisleferme.

Situé dans le Jardin public, il fut construit en 1771 par l'architecte Richard-François Bonfin pour le compte de Pierre-Romain Nicolas de Lisleferme, seigneur du Bosc, avocat au parlement de Bordeaux, jurisconsulte, poète et amis des arts, président de l'Académie de Bordeaux, d'une famille protestante de La Rochelle.

Il abrite depuis 1862 le Muséum d'histoire naturelle de Bordeaux.

### Hôtel MacCarthy
Cet hôtel particulier, qui donne sur le Jardin public, a été construit entre 1770 et 1772 par les frères Laclotte. Il est d'abord occupé par le comte de Fumel, jusqu'à son achat en 1777 par Denis MacCarthy (1719–1796), négociant irlandais jacobite installé à Bordeaux et propriétaire du Château MacCarthy à Saint-Estèphe. Dès 1779, l'hôtel est revendu à Mme Dufaure de Lajarte,.
Son entrée est située au no 25 du cours de Verdun. La cour d'honneur est fermée côté rue par un corps de logis de style néo-rocaille 1900.

### Palais Rohan (siège de l'actuel Hôtel de Ville)

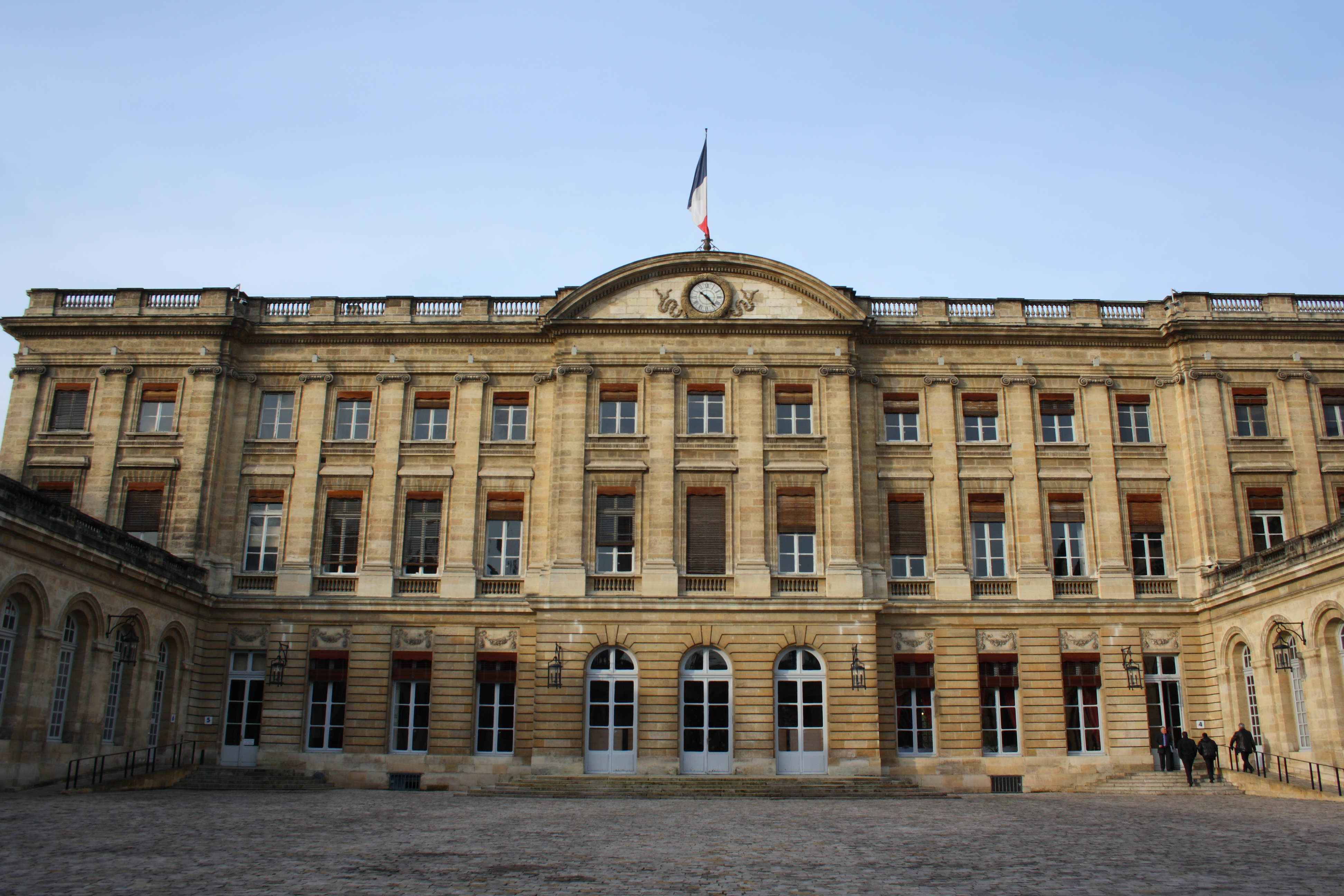
Palais Rohan.

Ancien palais archiépiscopal, construit entre 1771 et 1784. C'est l'archevêque Ferdinand Maximilien Mériadec de Rohan qui lui donne son nom puisque le palais fut construit à sa demande. Rohan commence par faire démolir les vieux bâtiments proches de la cathédrale puis le vieil archevêché. Il obtient du roi Louis XV, en 1771, l'autorisation de construire un palais digne de lui en vendant 30 hectares de terrains marécageux situés à côté. Joseph Étienne est le premier architecte, il sera remplacé en 1776 par Richard Bonfin. Le sieur Poirier est le conducteur de travaux. En 1780, le palais est quasiment fini mais Monseigneur de Rohan est nommé archevêque de Cambrai. Il terminera sa carrière comme aumônier de l'impératrice Joséphine.
Il devint l’hôtel de ville de Bordeaux en 1835, après avoir été une résidence impériale de Napoléon Ier.

### Château Labottière ou Maison Tivoli

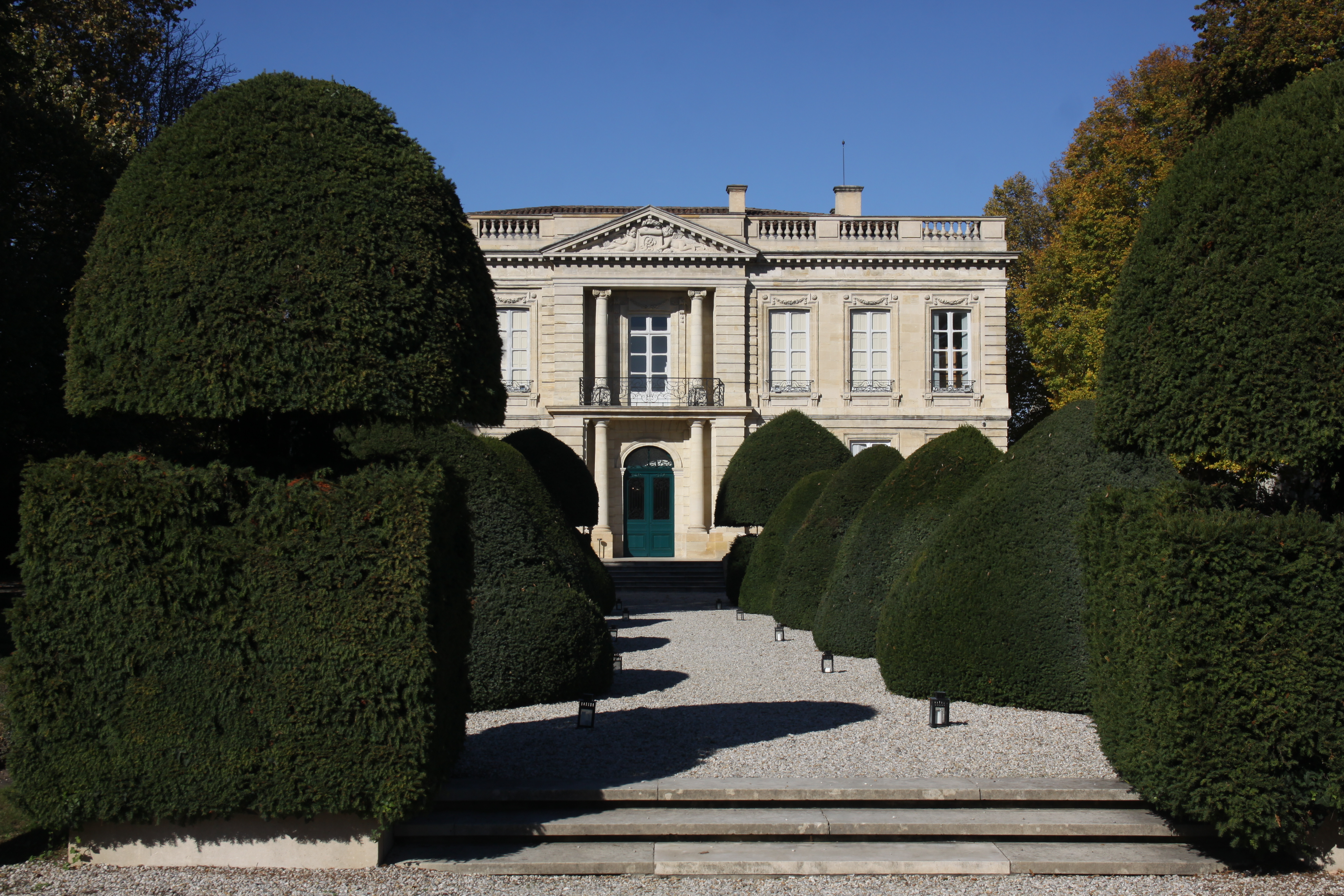
Château Labottière.

Il a été construit en 1773 par l'architecte Étienne Laclotte pour les deux frères Antoine et Jacques Labottière, imprimeurs et éditeurs bordelais du 18e siècle. Racheté en 1996 par l'homme d'affaires et mécène Bernard Magrez, il abrite désormais l'Institut culturel Bernard Magrez.

### Hôtel de Saige

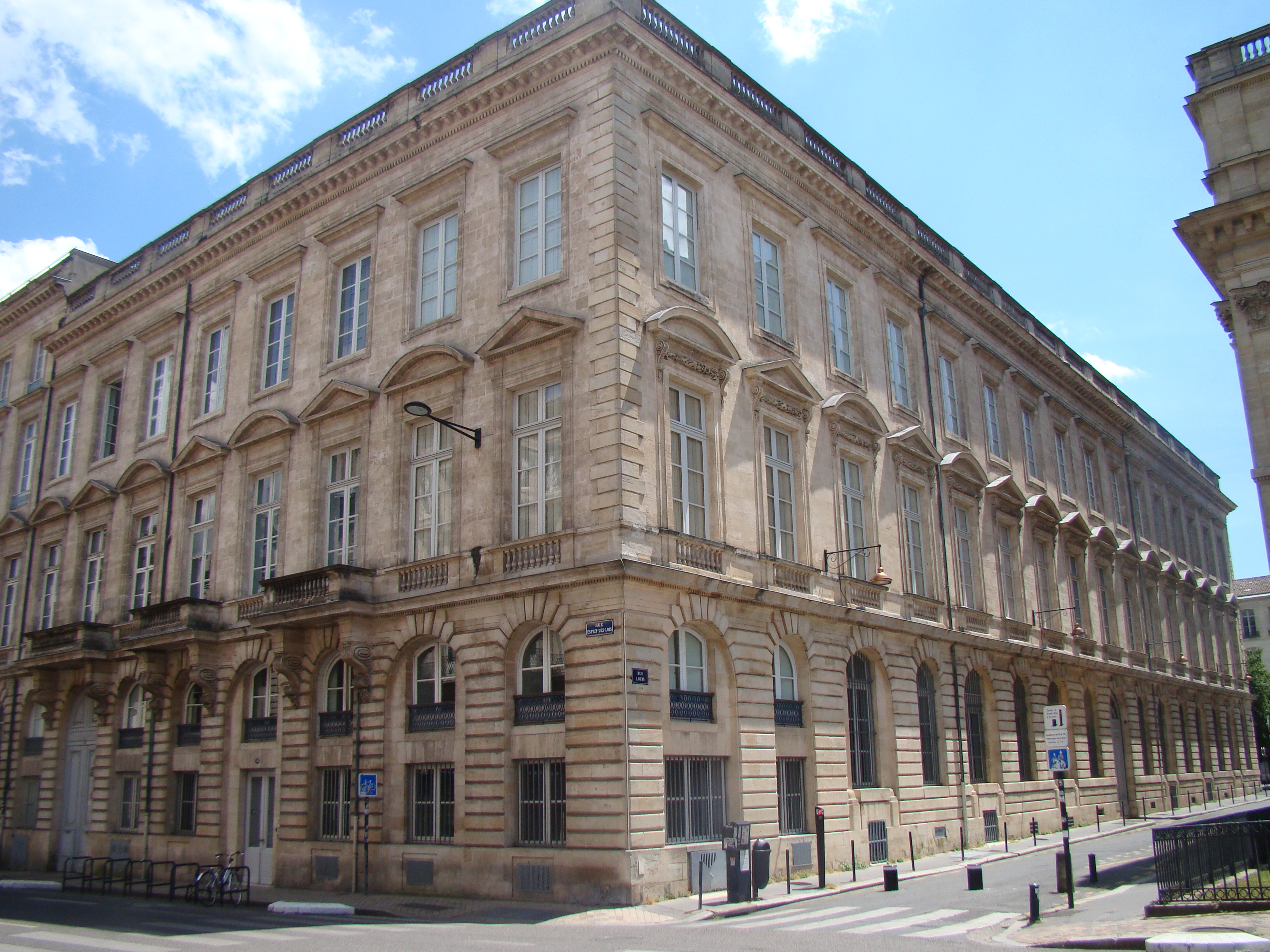
Hôtel de Saige.

Construit par Victor Louis entre 1775 et 1777 pour François-Armand de Saige, en s'inspirant du palais Mancini (Rome). Situé au no 25 du cours du Chapeau-Rouge (au niveau de l'intersection avec la rue Louis).

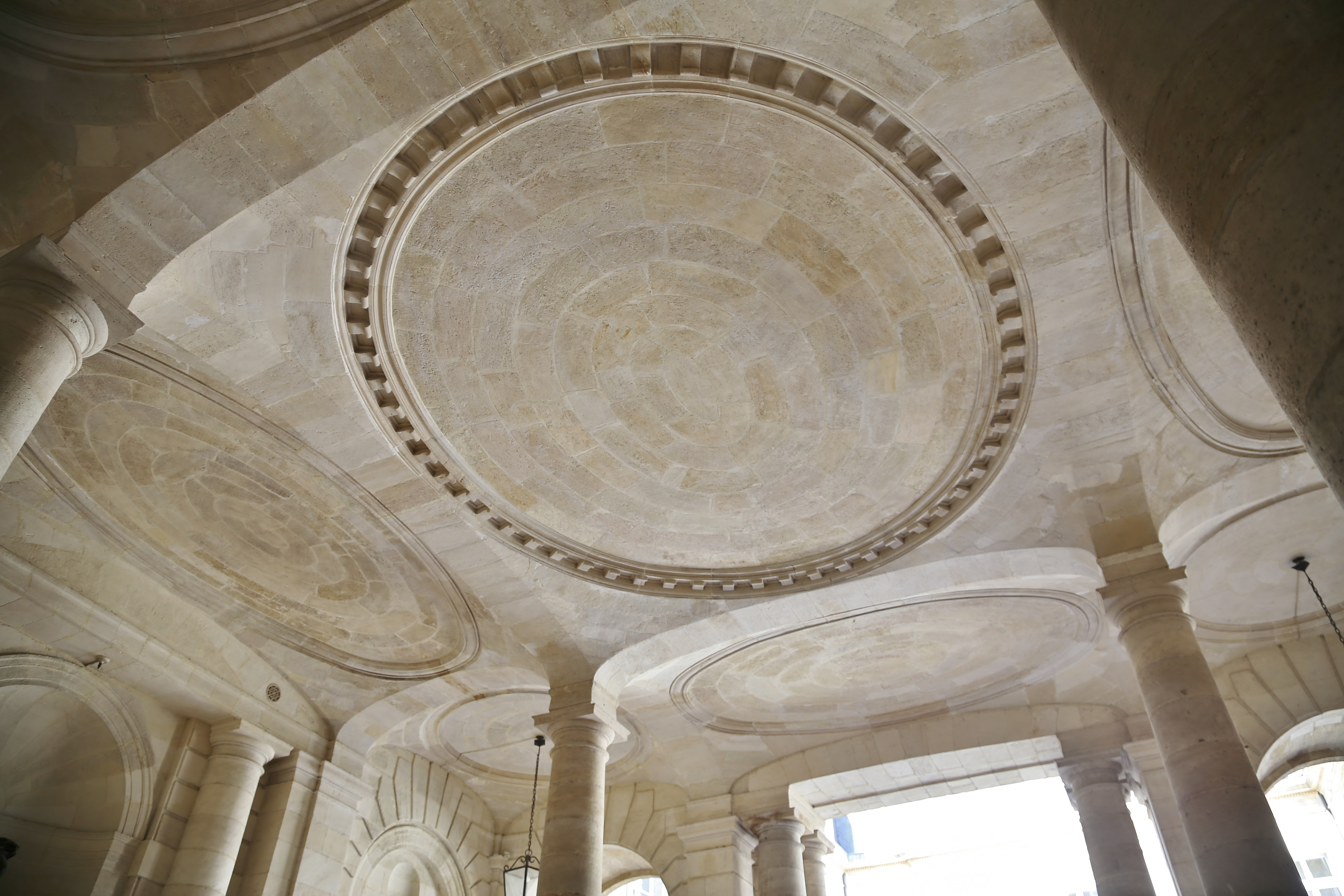
Hôtel Saige, voûtes plates du porche.
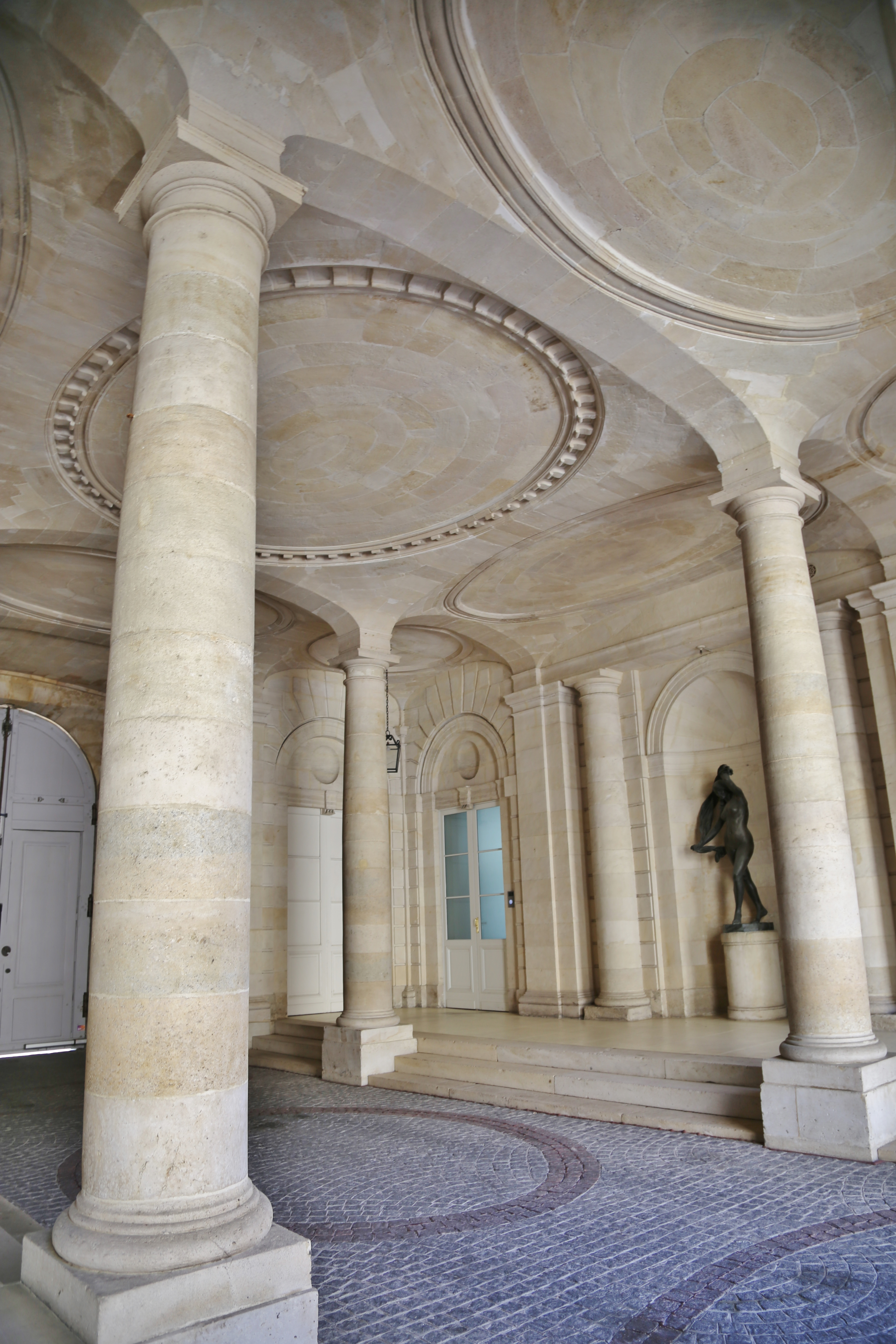

### Hôtel de Poissac

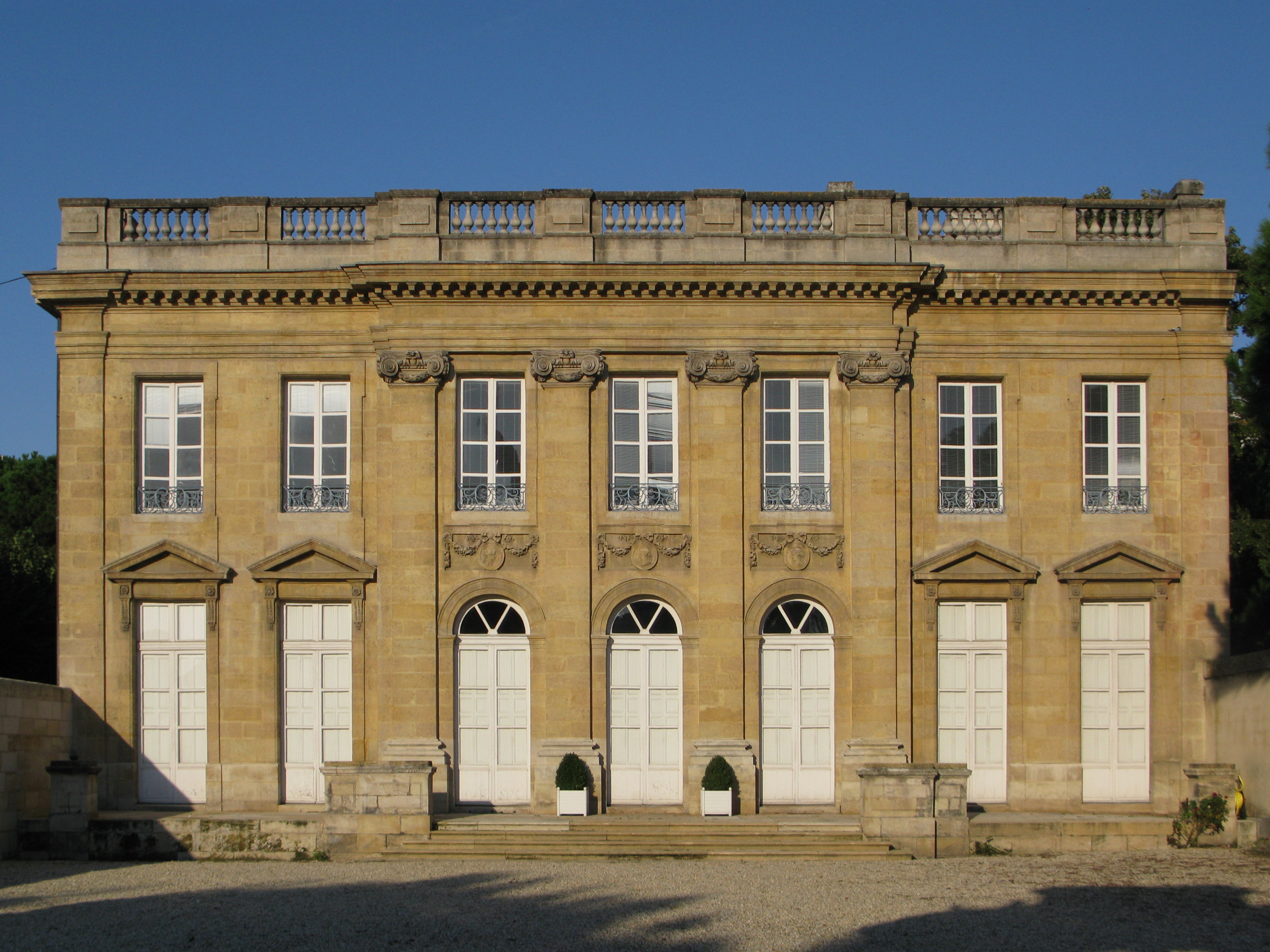
Hôtel de Poissac.

Bâti en 1775, l'Hôtel de Poissac a été construit par l'architecte Nicolas Papon pour le compte d'Étienne François Charles de Jaucen, seigneur et baron de Poissac, marié à une riche propriétaire de plantations esclavagistes à Saint-Domingue.

### Hôtel Feger-Latour ou Hôtel Piganeau

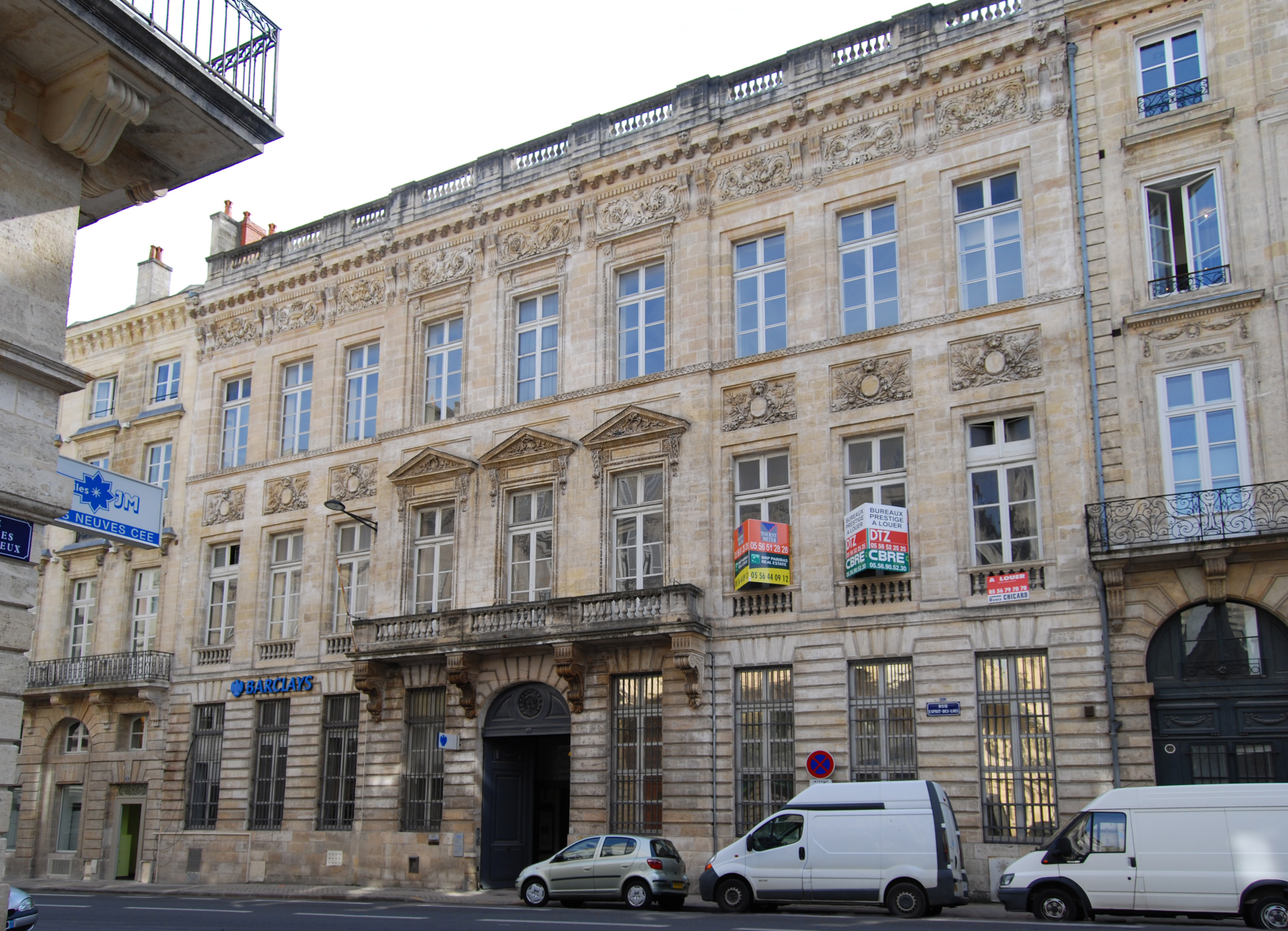
Hôtel Feger-Latour.

Bâti vers 1775 par l'architecte François Lhote pour le compte de l'armateur et négociant Étienne Feger-Latour, enrichi par le commerce des denrées coloniales ainsi que la traite négière.

### Hôtel Castelnau-d'Auros

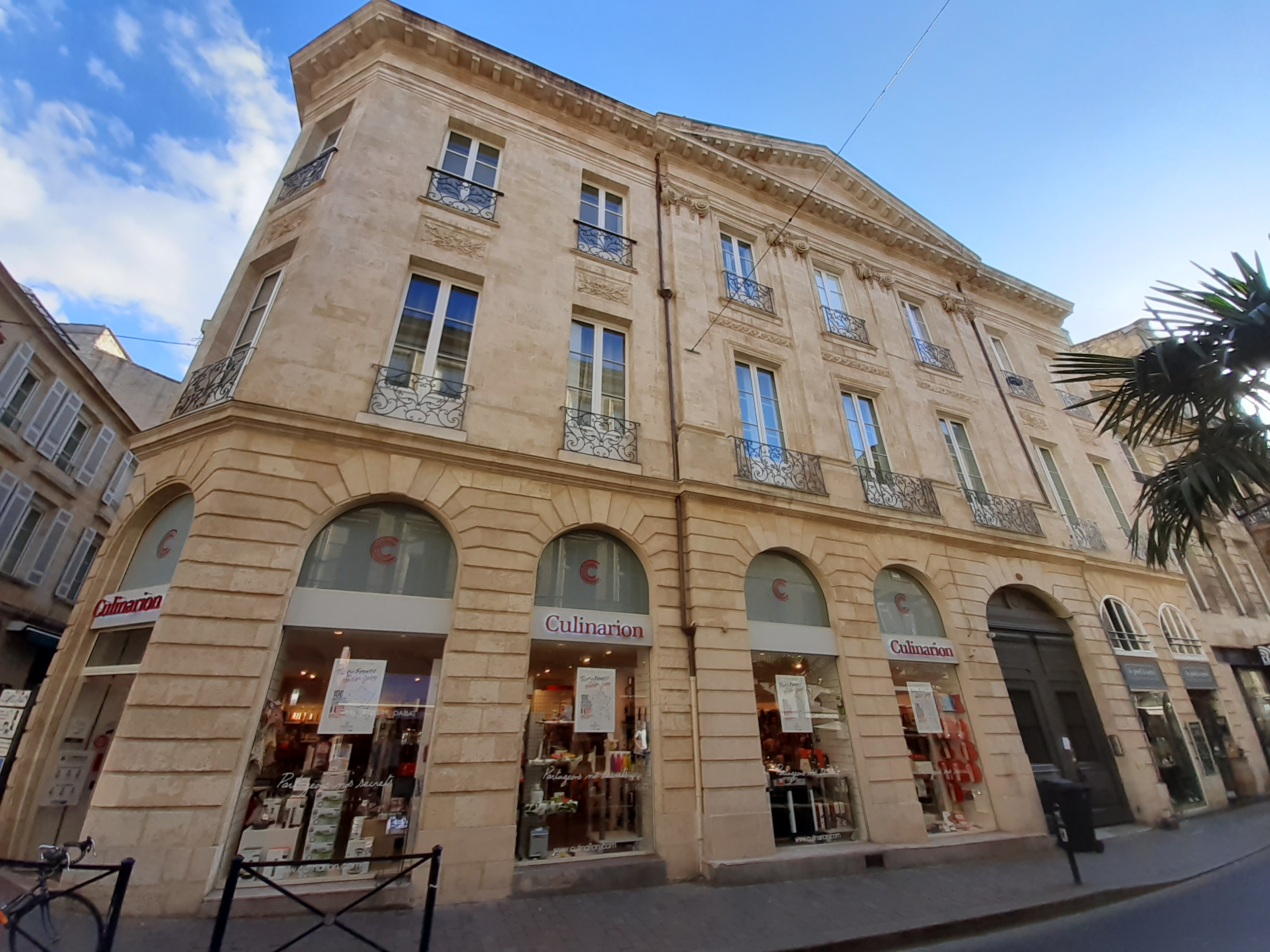
Hôtel Castelnau-d'Auros.

Situé au 20, rue Judaïque, cet immeuble fut conçu en 1775 par l'architecte et entrepreneur Étienne Laclotte pour Pierre de Castelnau, baron d'Auros et conseiller au parlement de Bordeaux. L'hôtel sera ensuite transformé en 1835 pour permettre la location des étages, l'aménagement des caves et des écuries, ainsi que la création de boutiques,.

### Hôtel de Rolland
Situé au 13, rue de Castillon, il fut construit en 1775 pour le Marquis de Rolland, parlementaire et jurat de la ville.

### Hôtel Nairac

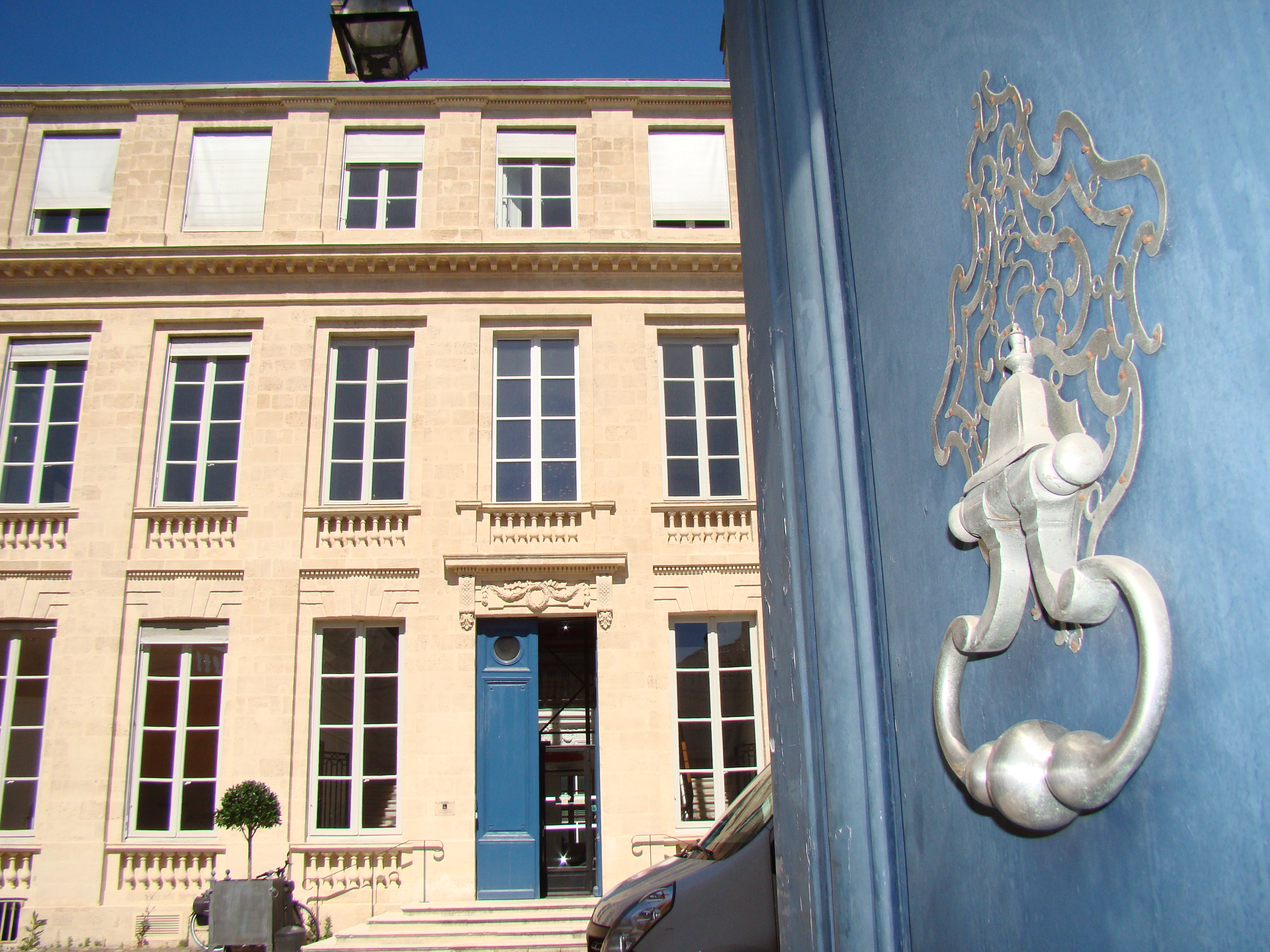
Hôtel Nairac.

Pierre-Paul Nairac, riche armateur négrier et raffineur, a fait construire entre 1775 et 1777 un hôtel particulier, dénommé Hôtel Nairac, situé au no 17 cours de Verdun, selon les plans dressés par l'architecte Victor Louis. Nairac a revendu cet hôtel à des négociants en 1792. L'hôtel Nairac abrite actuellement la cour administrative d’appel de Bordeaux.

### Hôtel de Basquiat

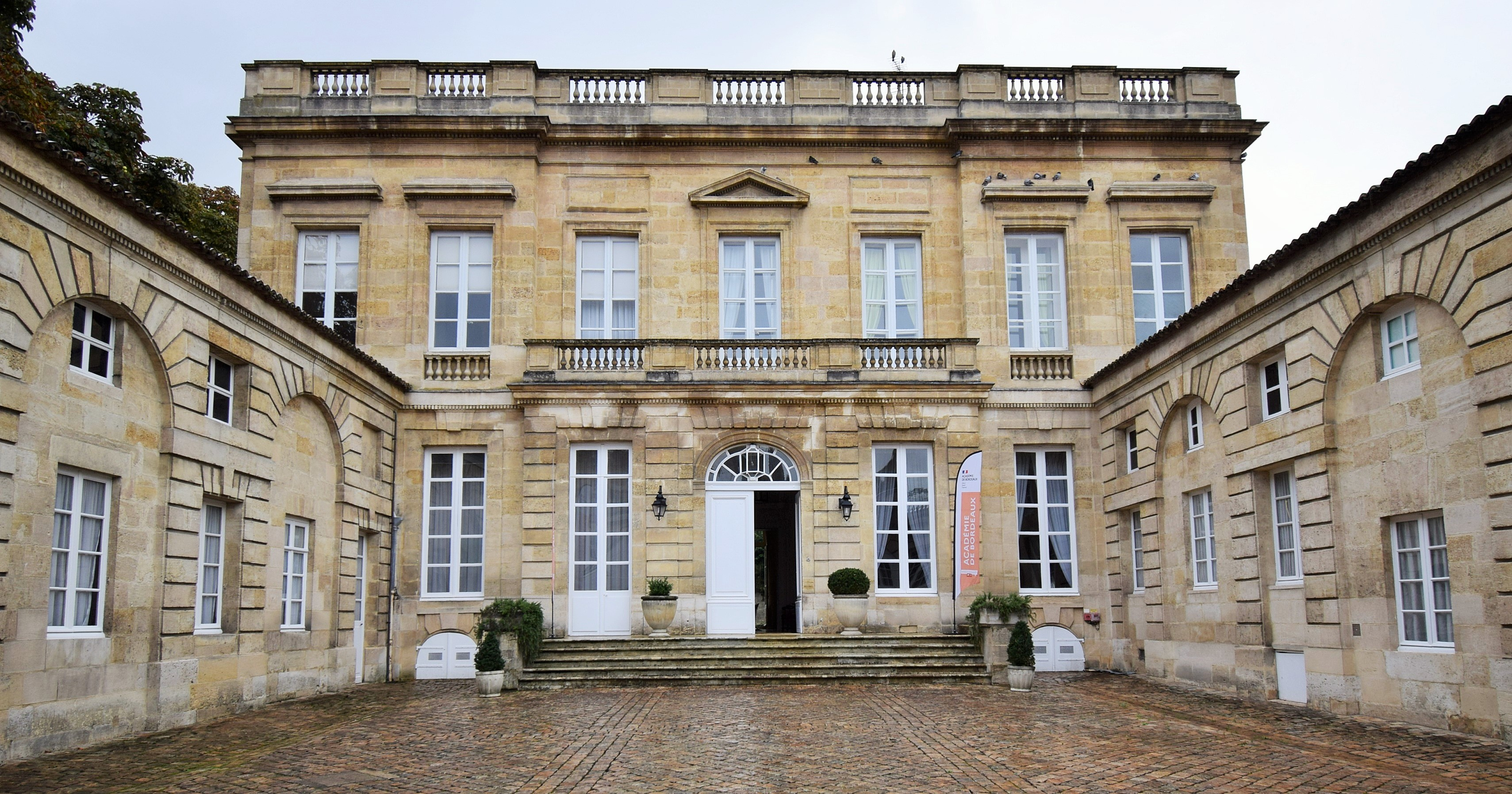
Hôtel de Basquiat.

Situé au 29, cours d'Albret, l'hôtel a été construit entre 1775 et 1778, sur les plans de François Lhote, pour Joseph Basquiat de Mugrier, conseiller au Parlement.

### Hôtel Baour
Situé 9, cours du Chapeau-Rouge, l'immeuble a été construit pour la famille Baour, protestants originaires de Castres, qui ont fait fortune dans le commerce colonial et l'armement.

### Hôtel Journu (cours du Chapeau-Rouge)
Il existe plusieurs hôtels particuliers ayant appartenu à la famille Journu. Celui situé 3, cours du Chapeau-Rouge, a été construit en 1776 pour Bonaventure Journu.

### Hôtel Boyer-Fonfrède

Hôtel Boyer-Fonfrède.

Situé 1, cours du Chapeau-Rouge, il fut construit en 1778 par l'architecte Victor Louis pour le négociant et planteur esclavagiste Pierre Boyer-Fonfrède.

### Hôtel Lamolère

Hôtel Lamolère.

Construit en 1778 par Victor Louis, pour le compte de Jean-Baptiste de Lamolère, parlementaire et planteur esclavagiste, une des plus grandes fortunes sucrières de Bordeaux à la veille de la Révolution.

### Hôtel Dublan

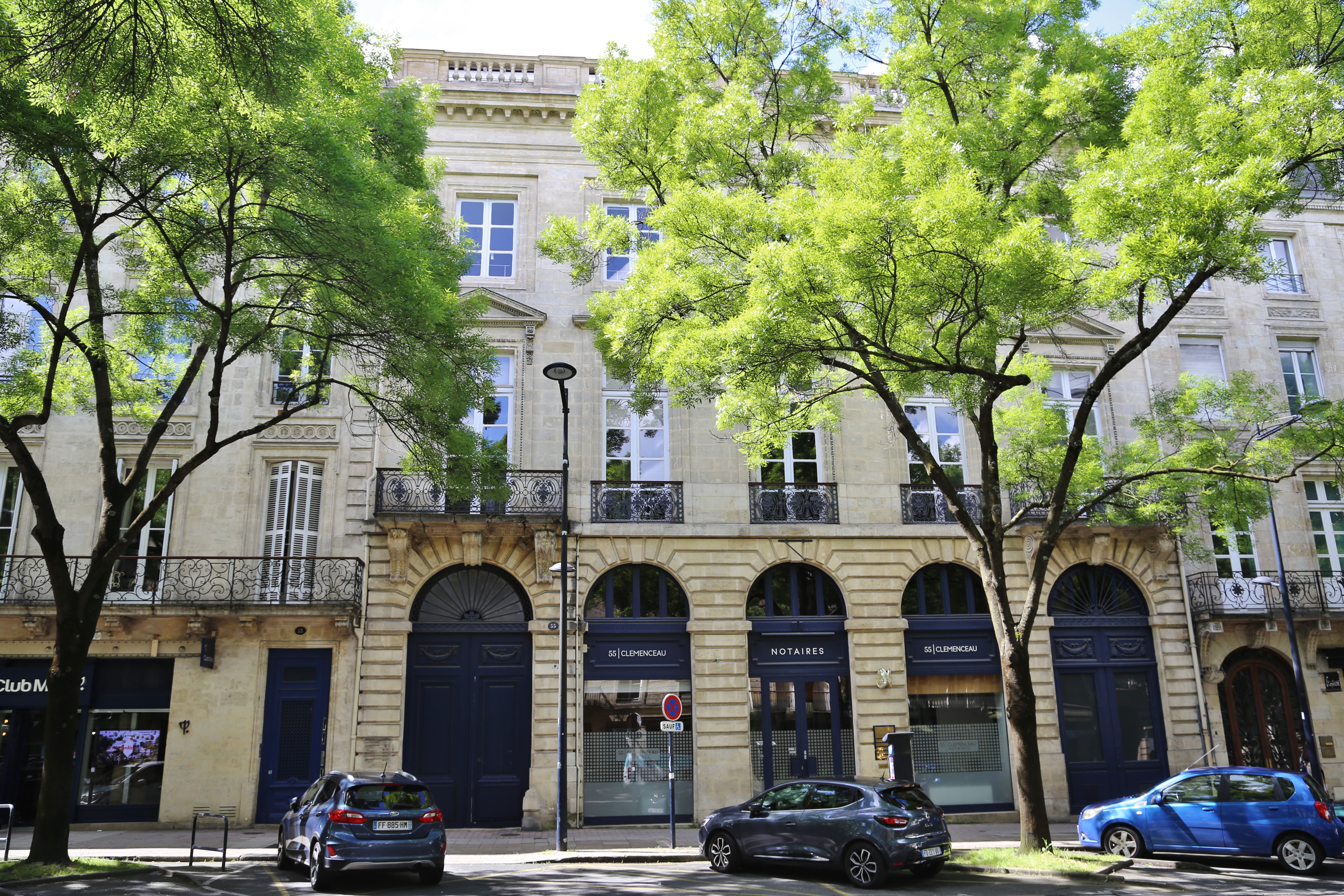
Hôtel Dublan, 55 cours Georges Clémenceau, Bordeaux.

Situé au 55, cours Georges-Clemenceau, il fut édifié en 1778 par l'architecte François Lhote, pour Pierre Dublan, procureur au bureau des finances de la généralité. Sa construction s'est élevée à 74 000 livres (1 150 000 euros actuels). Après être passé à divers acquéreurs, il fut acheté en 1824 par Bernard Journu.

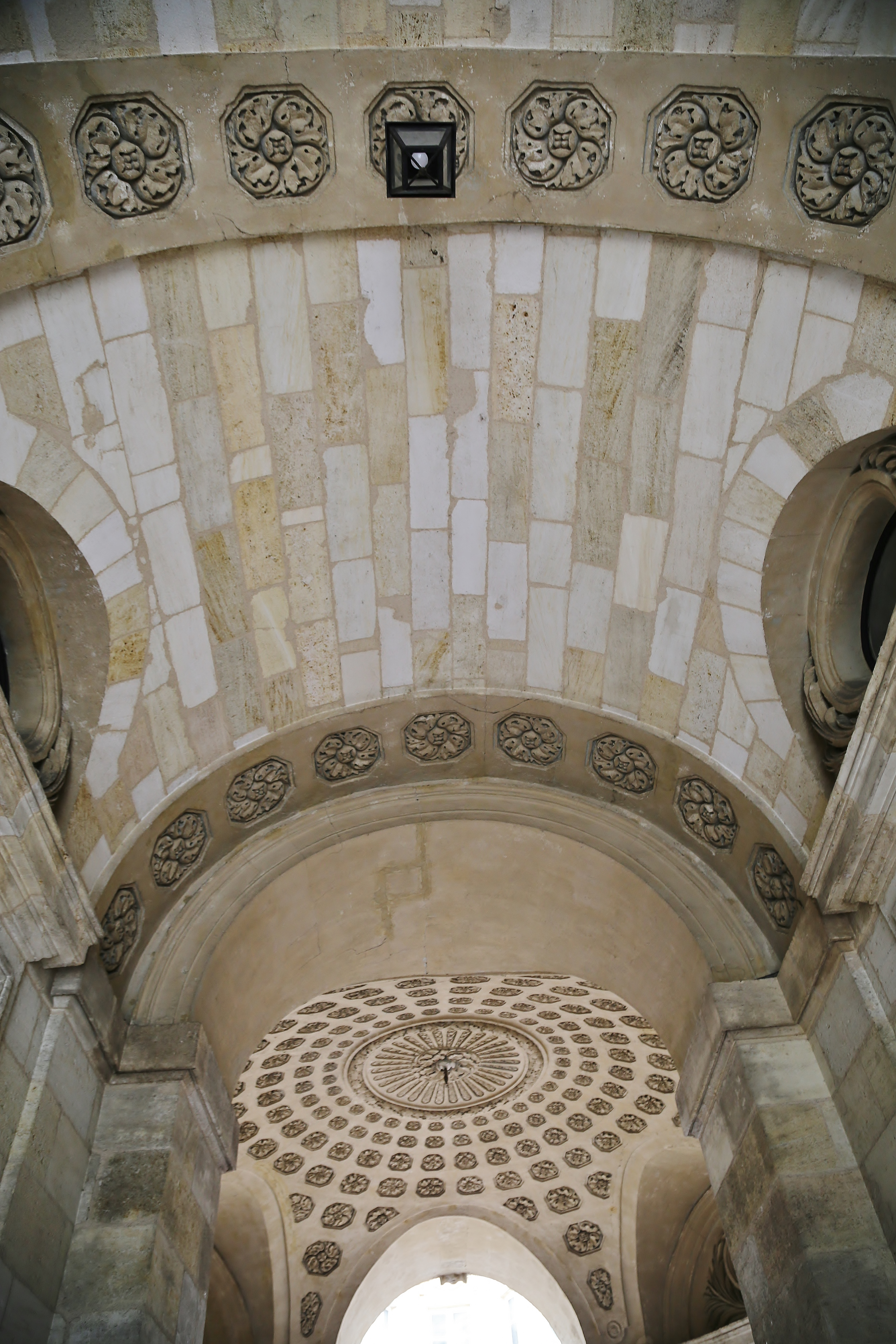
Hôtel Dublan, vestibule.
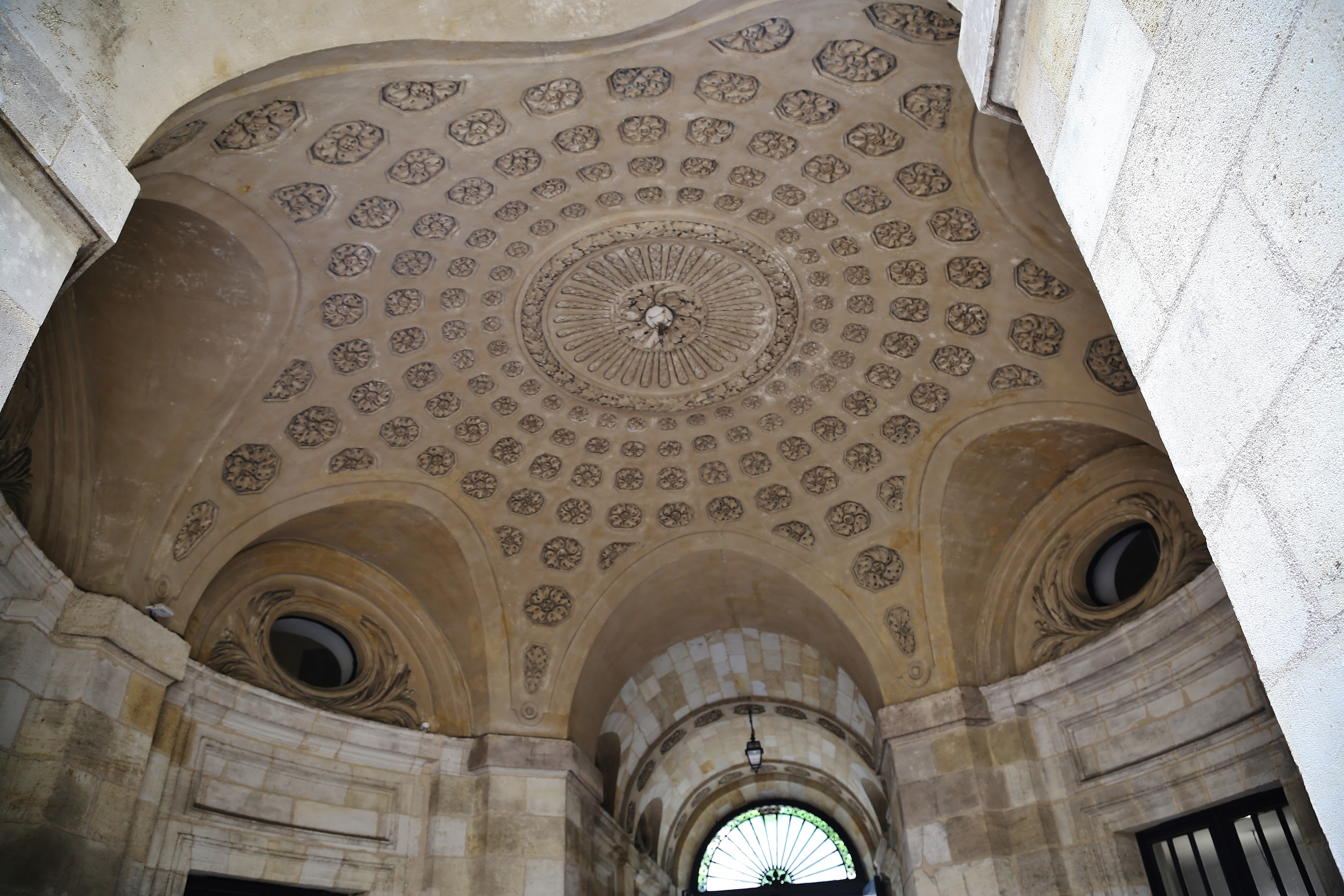
Voûte en coupole à rosaces.
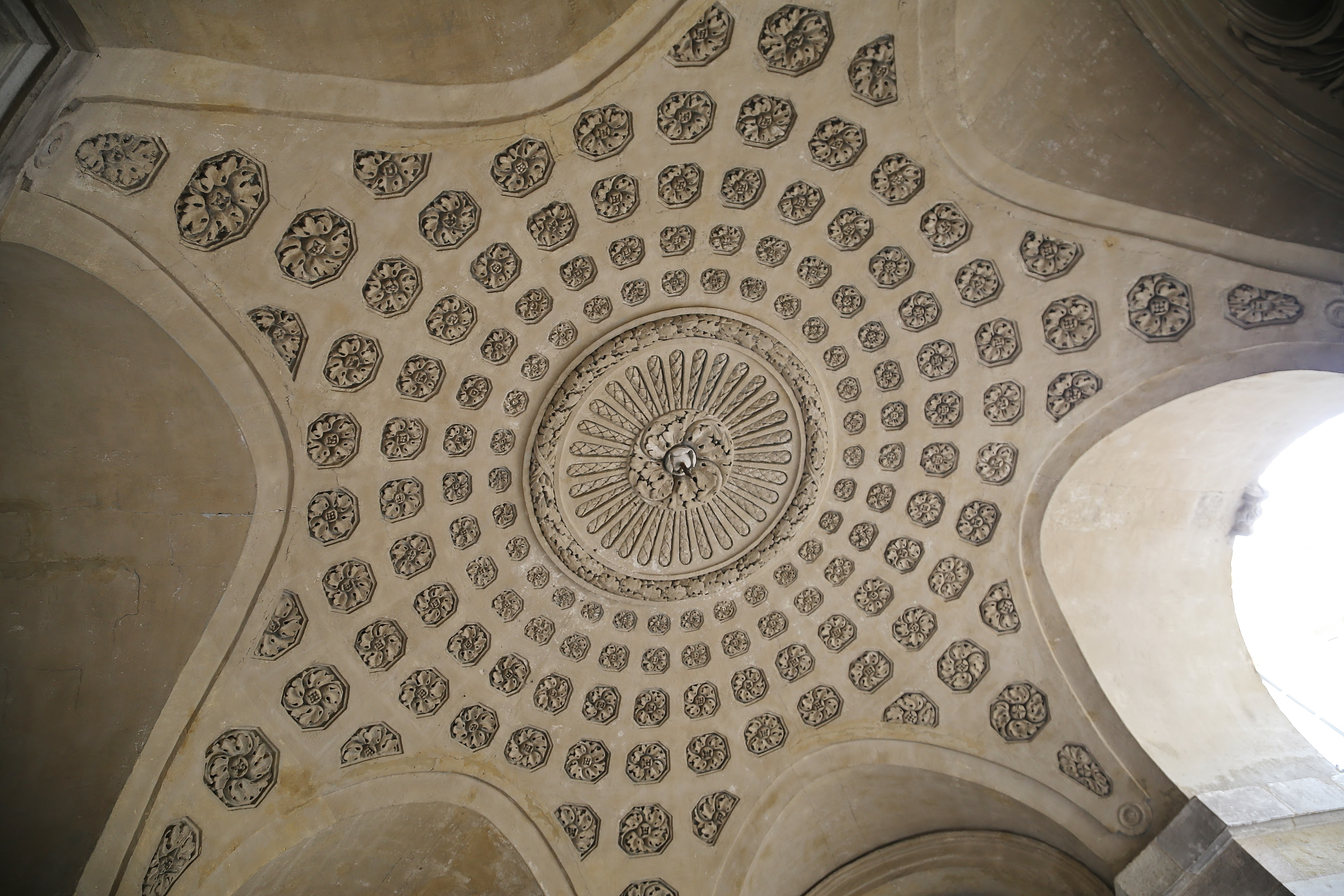
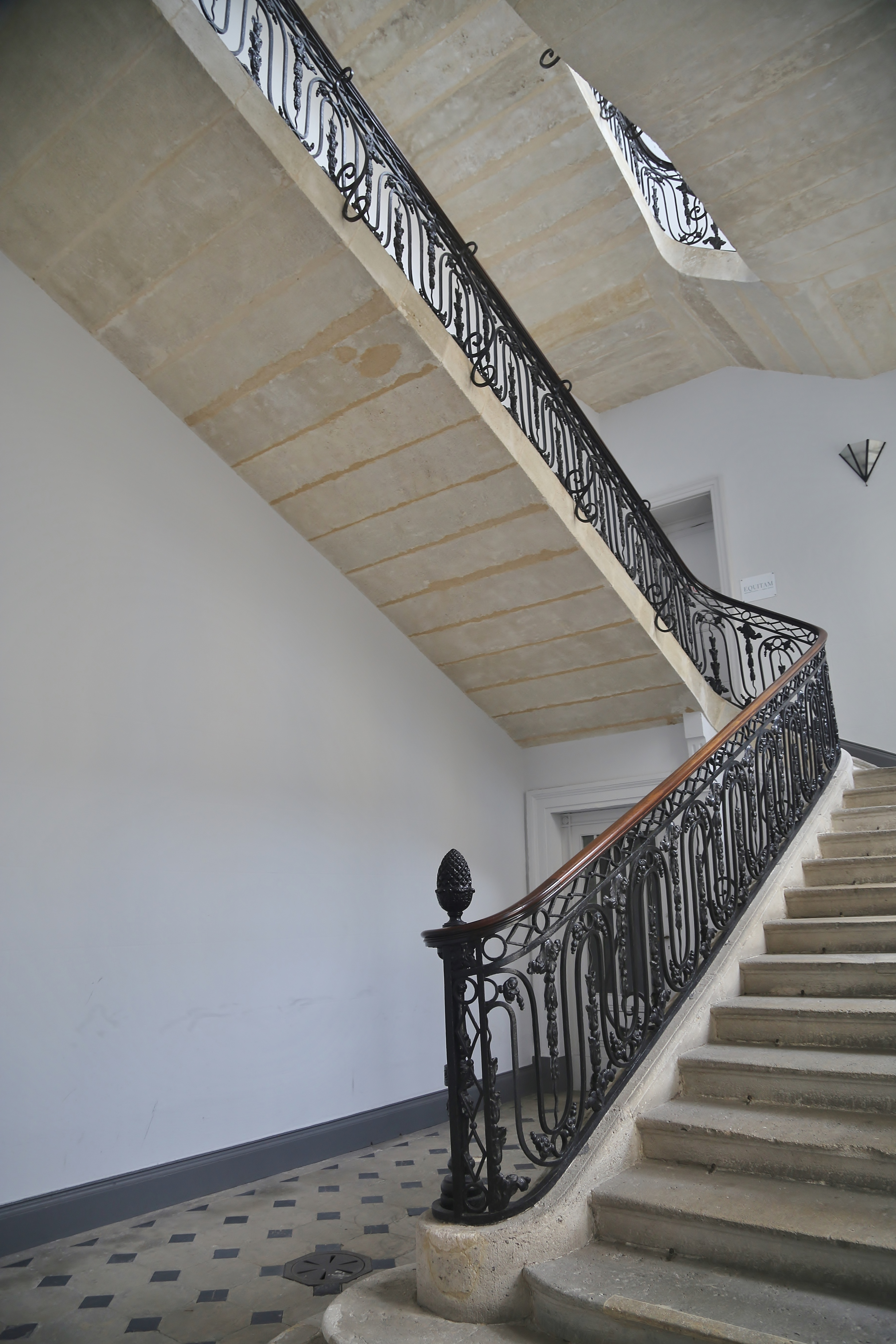
Escalier.

### Hôtel Mel de Fontenay
Situé au 23 de la rue Monbazon, il fut construit en 1779.

### Hôtel de Ruat
Situé 33, rue de Ruat, l'hôtel particulier fut construit en 1780 par l'architecte André Portier pour le parlementaire François-Alain Amadieu de Ruat (1716-1776), captal de Buch.

### Hôtel Saint-Marc

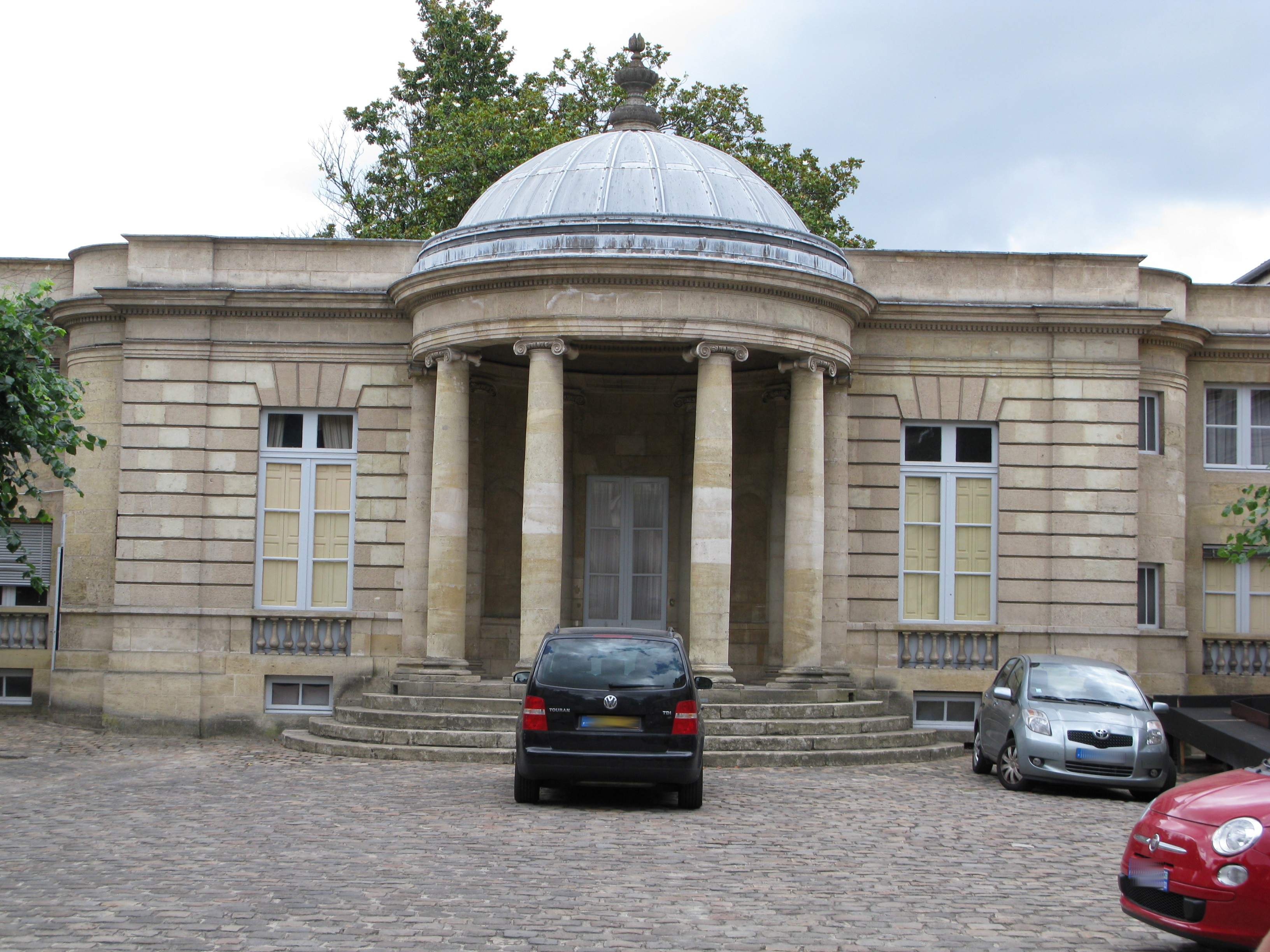
Hôtel Saint-Marc.

Construit en 1782 pour le marquis de Saint-Marc, poète, auteur dramatique et collectionneur, afin d'y loger sa galerie de tableaux. Situé au 91, cours d'Albret, cet hôtel particulier est classé au titre des monuments historiques depuis le 23 juillet 1921. Le marquis est décédé dans cet hôtel le 11 février 1818.

### Petit hôtel Labottière
Petit frère du château Labottière, le petit hôtel Labottière est un hôtel particulier situé à proximité du Jardin Public. Il est un exemple d'architecture néoclassique du XVIIIe siècle, édifié entre 1783 et 1788 par l'architecte François Lhote pour Étienne Labottière. Inscrit au titre monuments historiques en 1965 et 2000, il est classé en 2001.

### Hôtel Bonnaffé

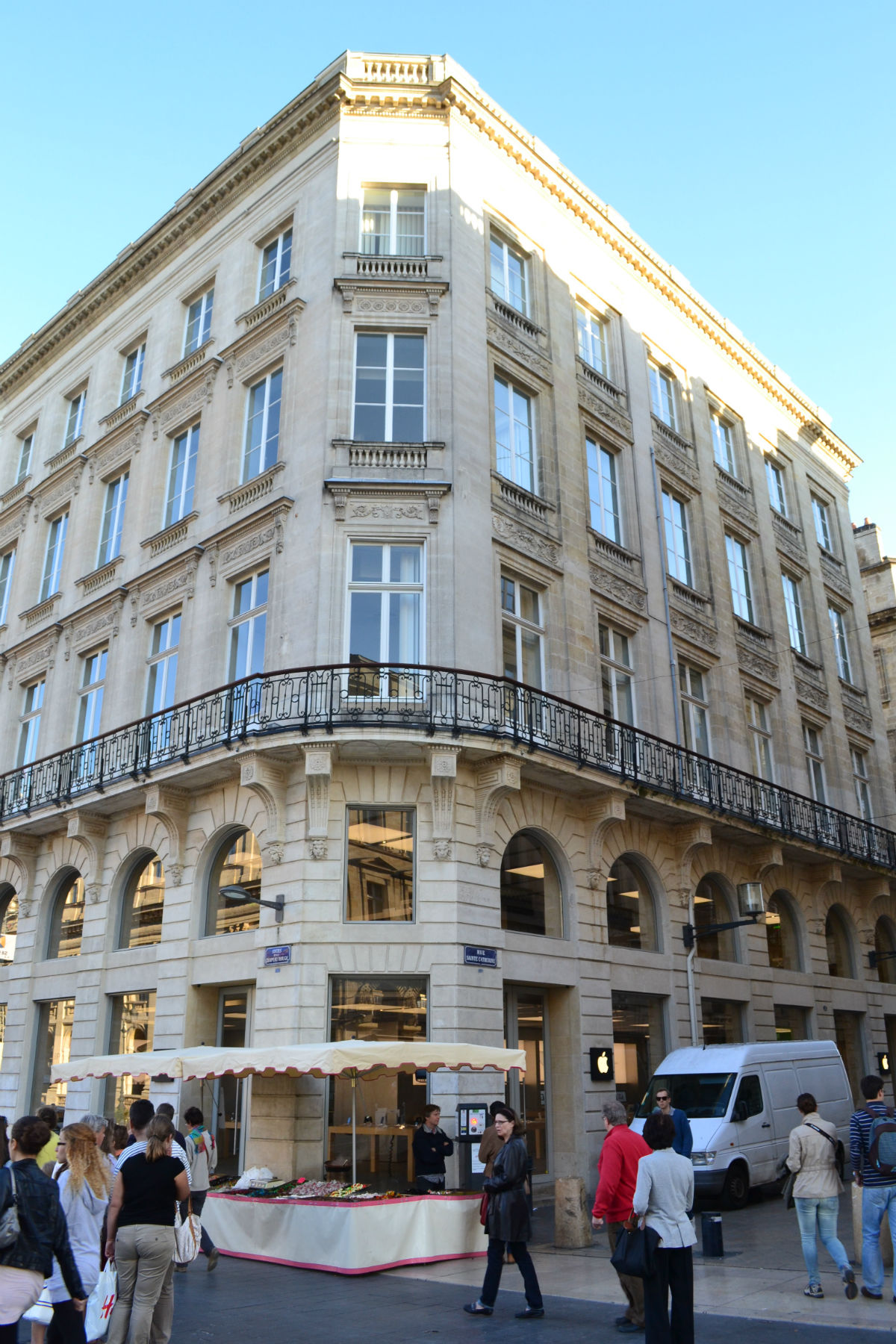
Hôtel Bonnaffé.

Situé place de la Comédie, cet hôtel particulier a été construit en 1785 par l'architecte Étienne Laclotte, pour le compte du richissime armateur François Bonnaffé. Comme les façades donnant sur la place ont été ordonnancées selon le dessin de Laclotte, on a donné le nom d'îlot Bonnaffé au bloc d'immeubles, alors que l'hôtel Bonnaffé n'en représente qu'un tiers.

### Hôtel Victoria

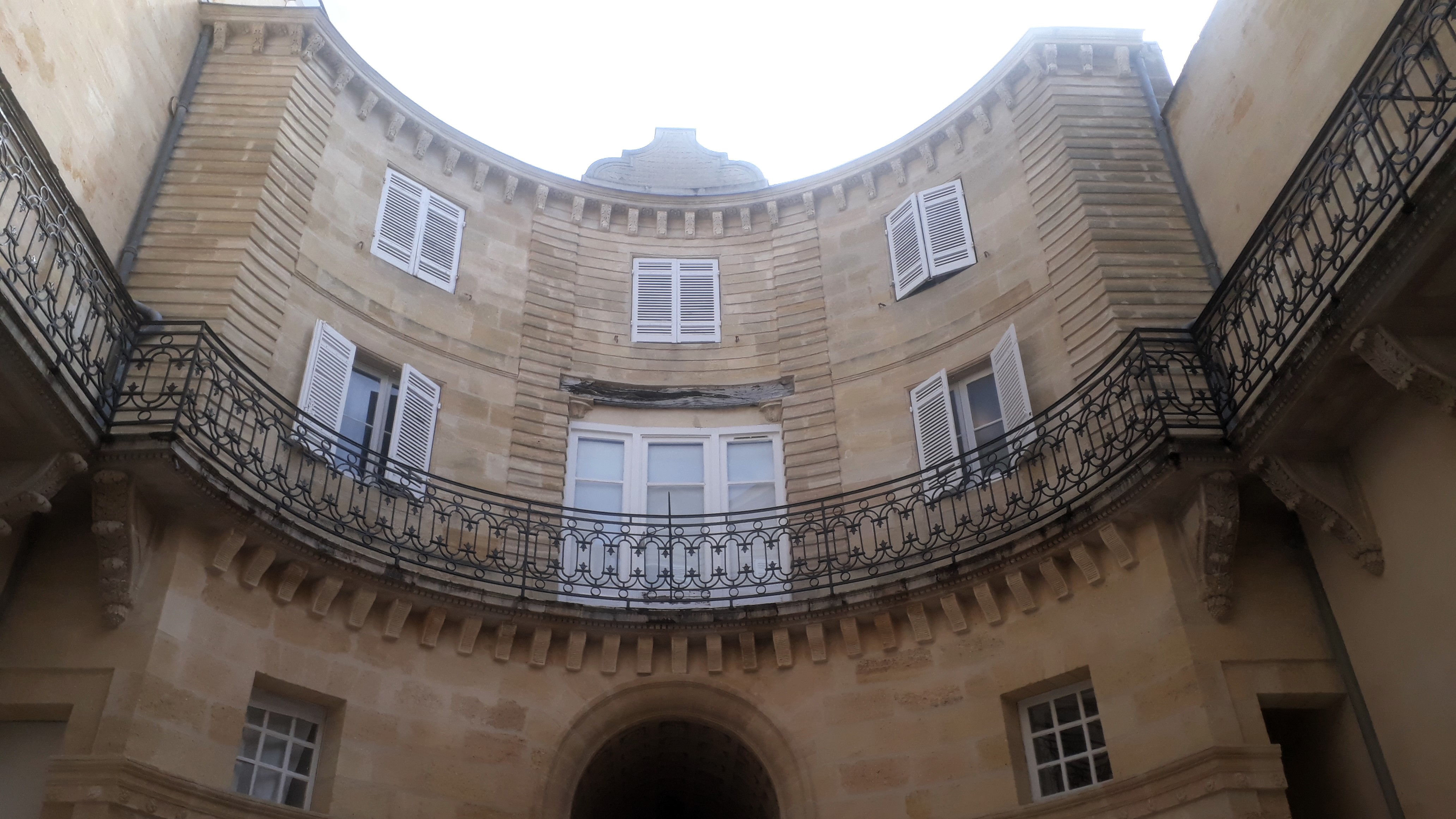
Hôtel Victoria.

Situé 33 rue Paul-Louis-Lande, cet hôtel particulier, entre cour et jardin, fut construit entre 1787 et 1791 pour David Victoria, riche négociant et propriétaire de plantations et esclaves aux Antilles. À sa mort, l’immeuble passe entre les mains de son épouse, qui était également sa nièce, Rachel Victoria. En 1855, il devient la propriété de l’œuvre de la Sainte Famille fondée par l’abbé Noailles, puis appartient depuis 1981 à l'association laïque Le Levain, qui propose des logements temporaires à de jeunes travailleurs.

### Maison Gobineau

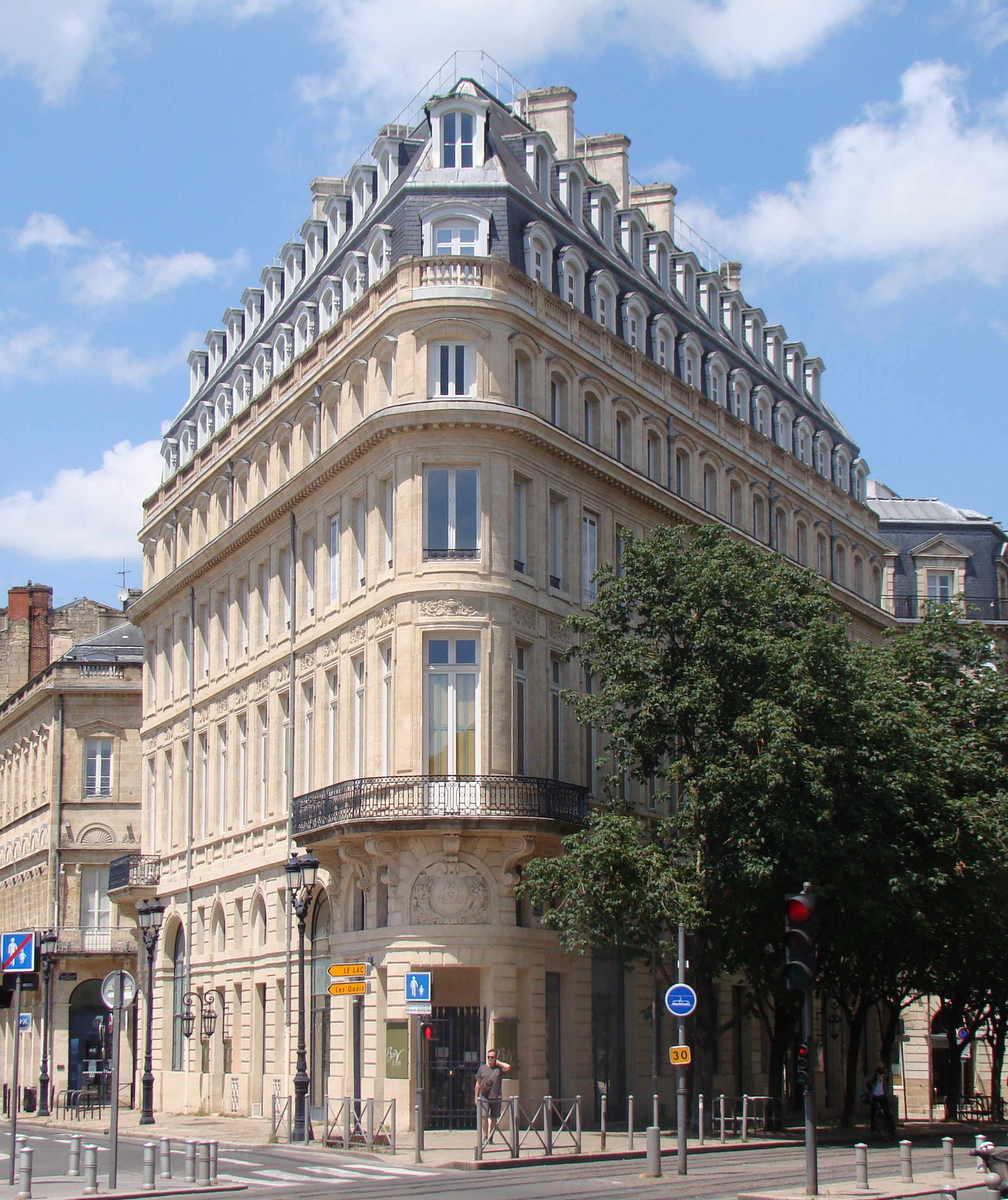
Maison Gobineau.

Situé au 1 cours du XXX-Juillet, l'édifice fut construit en 1789 par Gabriel Durand, d'après les dessins de Victor Louis, pour le compte de Thibault-Joseph de Gobineau, conseiller au Parlement de Bordeaux. Conçu en forme d'étrave de navire, il faisant partie de la scénographie imaginée par l'architecte pour compléter le Grand-Théâtre, sa réalisation majeure. La Maison Gobineau était aussi un élément d'un vaste ensemble prévu pour remplacer le château Trompette en place Ludovise ; projet qui fut interrompu par la Révolution, et dont l'immeuble est le seul témoin.
En 1866, le richissime propriétaire de l'édifice, J. Escarraguel, commande à divers artistes la décoration du Café Bibent, au rez-de-chaussée. L'artiste bordelais Pierre-Eugène Claveau (1820-1902) réalise quinze médaillons,.
Depuis 1950, il abrite le siège du CIVB, le syndicat des vins de Bordeaux.

### Hôtel Fenwick

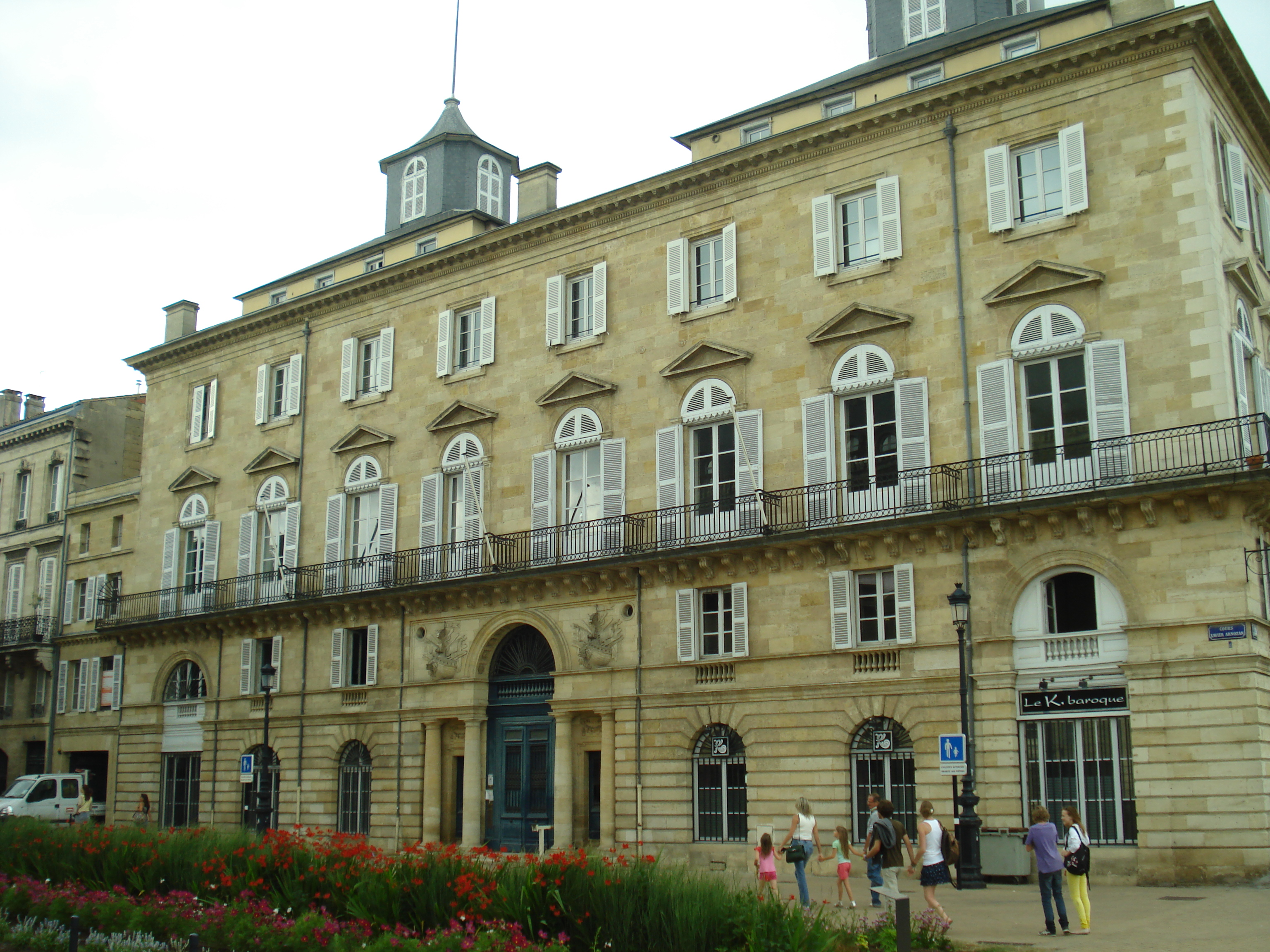
Hôtel Fenwick.

Construit en 1795, il sera le premier consulat des États-Unis en France.

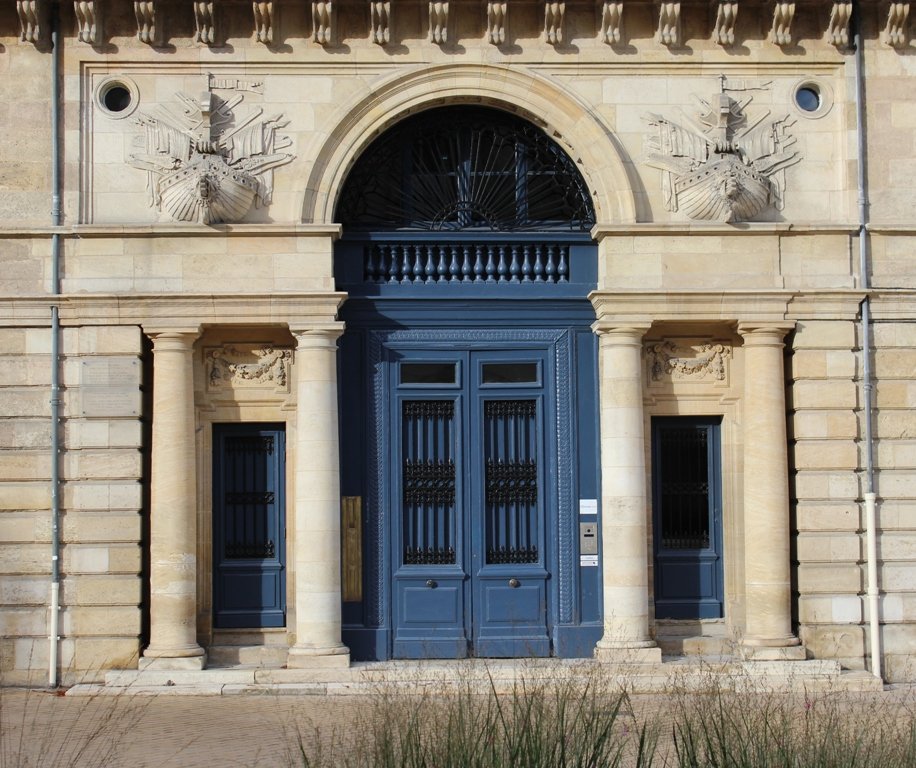
Hôtel Fenwick, entrée en serlienne.
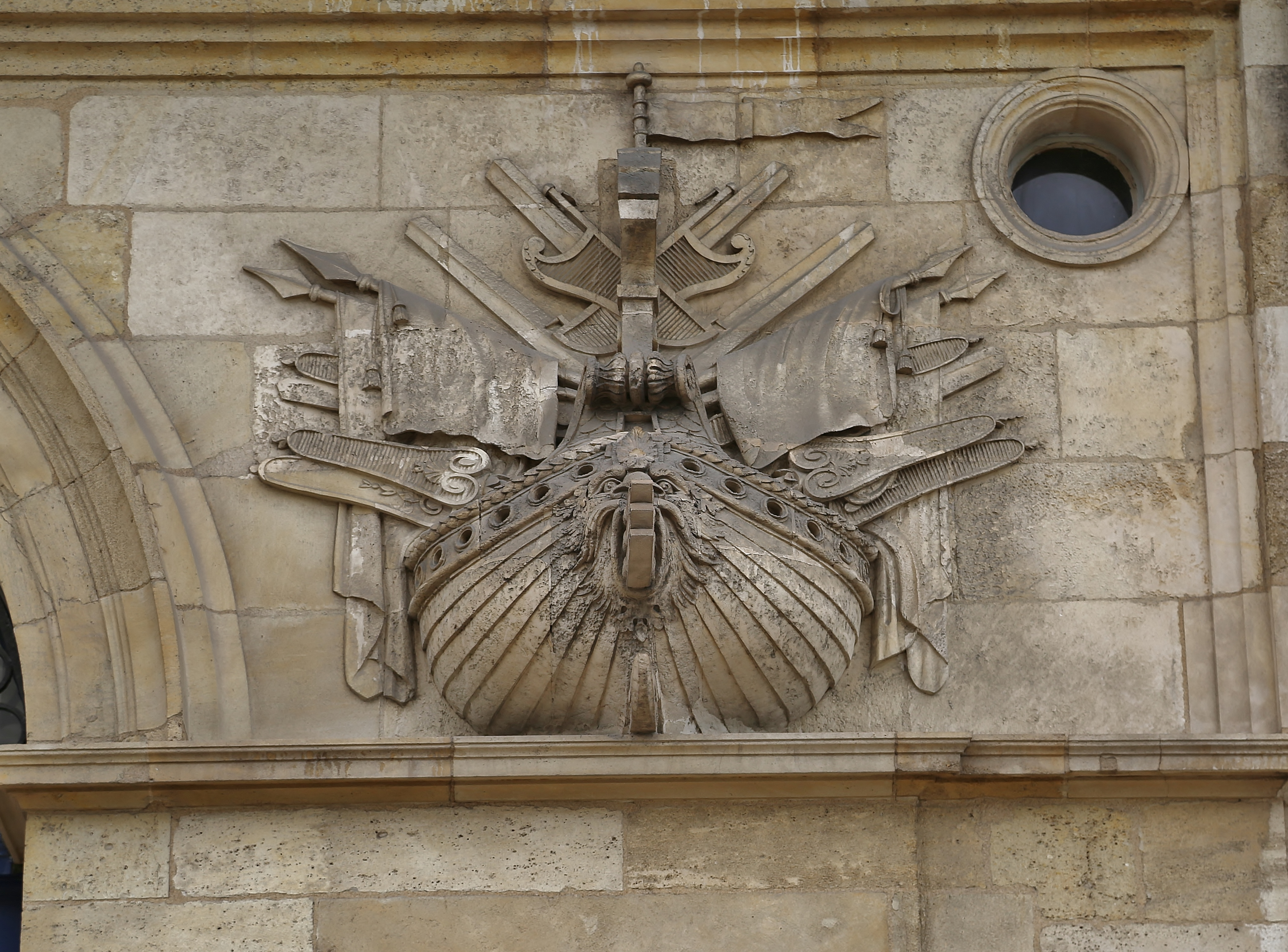
Détail du décor en forme de bateau sculpté.

### Maison Meyer
Cet immeuble qui ferme la perspectives des allées de Tourny, fut construit en 1796 par Louis Combes. Ce palais est la réponse « à la grecque », de Combes, au Grand-Théâtre plus « romain » de Victor Louis.

## XIXesiècle

### Maison Jean-Jacques Bosc
La maison Jean-Jacques Bosc, située 7, rue du Chai des Farines, fut construite en 1807. Ce bâtiment fait l'objet d’une inscription au titre des monuments historiques depuis le 7 mars 2012.

### Hôtel de Bryas

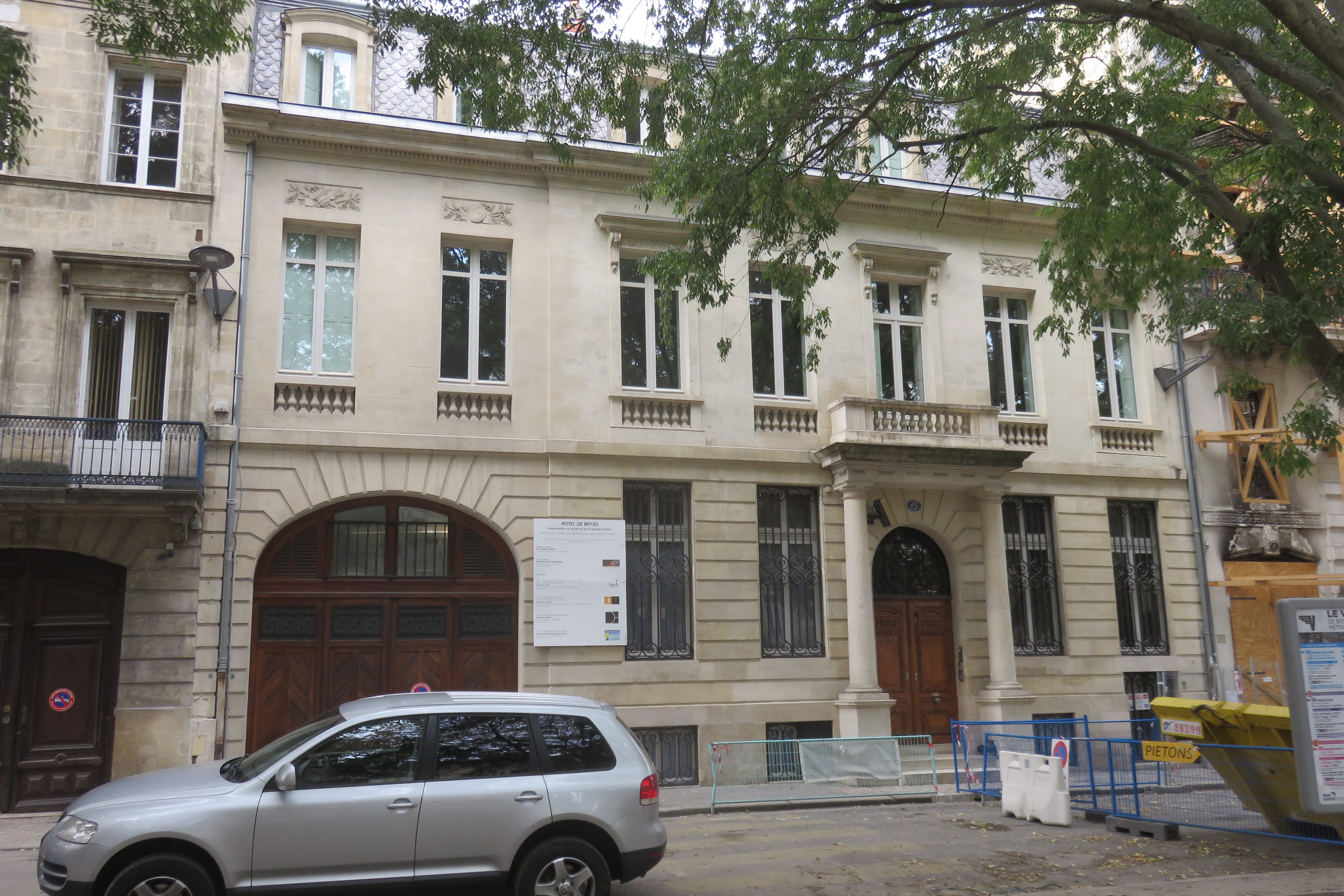
L'hôtel de Bryas.

Situé 15 place Charles-Gruet, l'hôtel de Bryas fut construit en 1822 pour le marquis de Bryas qui fut brièvement maire de Bordeaux (1830-1831) durant la monarchie de Juillet.

### Hôtel Mareilhac
Situé aux 65-67, rue du Docteur-Albert-Barraud, cet hôtel fut construit en 1840 par Adolphe Thiac, pour la riche famille Mareilhac.

### Hôtel Calvet ou hôtel des Sociétés savantes
Situé 1 place Bardineau, cet hôtel est construit en 1851 par Charles Burguet, pour le compte du négociant Charles Alexis Prunié. Il est une réplique de l'hôtel de Lisleferme qui lui fait face, construit 80 ans plus tôt. Il prend ensuite le nom de Calvet, puissante famille de négociants bordelais qui l'occupe de 1897 à 1971. Depuis 1976, il est le siège de l'Académie nationales des sciences, belles-lettres et arts de Bordeaux. Il abrite également les sociétés savantes de la ville, en particulier la Société linnéenne et la Société archéologique.

### Hôtel de Brassier
Situé au 22 rue Margaux, cette vaste et haute demeure date du milieu du XIXe siècle. François Mauriac a habité l'aile gauche.

### Hôtel du Paty
Situé au 1 place Jean Moulin, il a été construit en 1876 par l'architecte Charles Durand.

### Hôtel Frugès

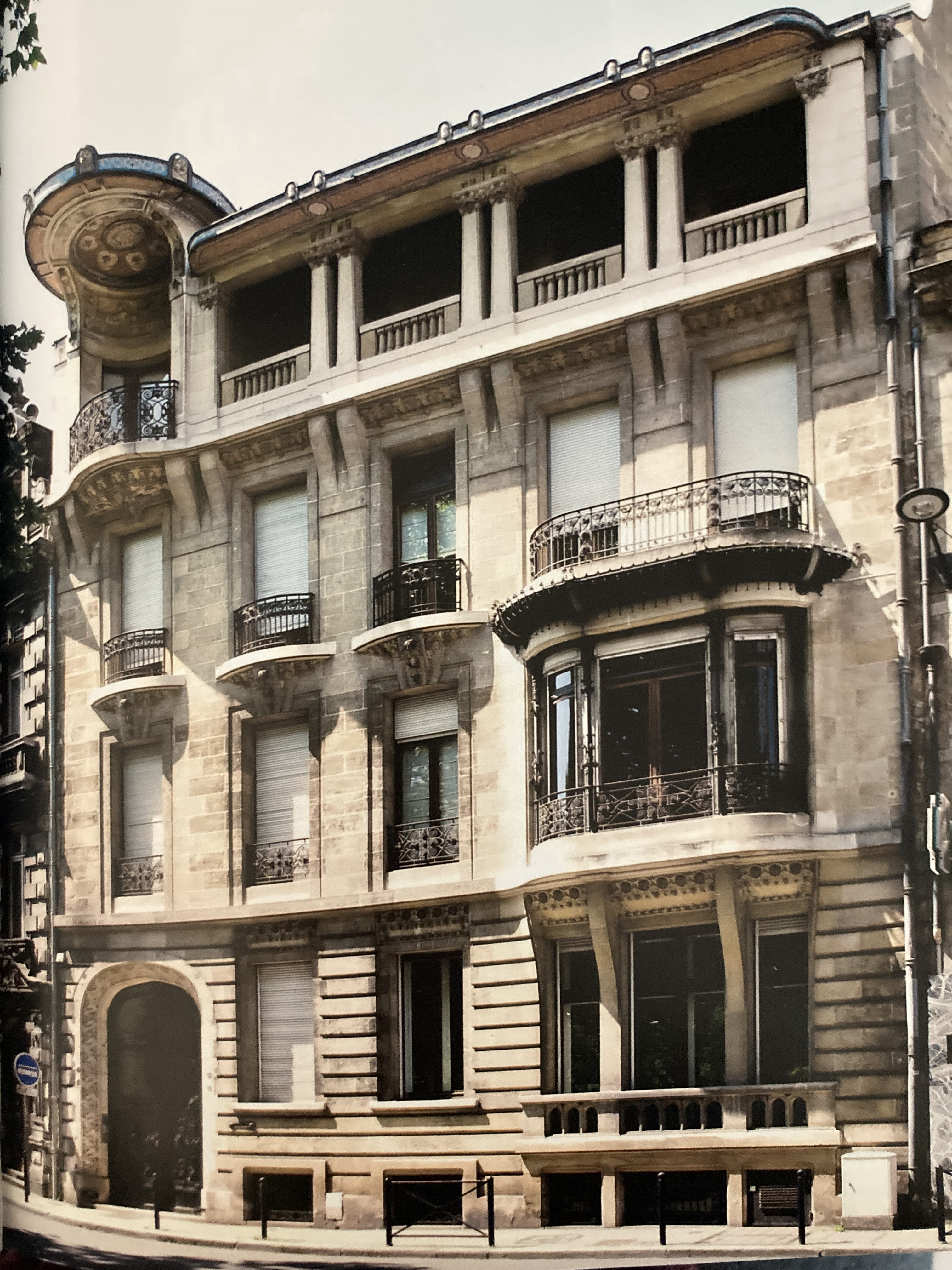
L'hôtel Frugès.

Situé au 63, place des Martyrs-de-la-Résistance, dans le quartier Saint-Seurin, l'hôtel Frugès a été construit en 1878 et s'appelait initialement l'hôtel Davergne. En 1912, il est racheté par l'industriel sucrier et amateur d'art Henry Frugès qui confiera sa réhabilitation à l'architecte Pierre Ferret et au décorateur Lucien Cazieu. De nombreux artistes et artisans, bordelais et parisiens, y participent tels que Gaston Schnegg, Robert Wlérick, Jean Dupas, René Buthaud, Jean Dunand, Edgar Brandt, René Lalique, Émile Brunet...
L'hôtel Frugès, synthèse des styles Art nouveau et Art déco, est inscrit aux monuments historique.

### Hôtel du Quartier Général
Situé au 29, rue Vital Carles, il fut construit entre 1883 et 1885, et sert depuis de résidence au commandant militaire de la zone de défense et de la région terre Sud-Ouest.
Sur le portail, une plaque rappelle que « c'est dans cet hôtel de commandement que le général de Gaulle, apprenant que le nouveau gouvernement s'apprêtait à demander l'armistice, prit la décision, dans la nuit du 16 au 17 juin 1940, de continuer de lutter aux côtés des Alliés, refusant ainsi de désespérer du destin de la France ».

### Hôtel Exshaw
Construit à la fin du 19e siècle pour les Exshaw, famille de négociants irlandais, ce manoir était à l'origine un château à la campagne, avec un vaste parc autour. Son architecture néogothique, ses décrochés, bow-windows et boiseries donne un style victorien à l'immeuble, mode alors en vogue en France.
Transformé au début du XXe siècle en annexe avec salle de récréation pour un lycée de jeunes filles, il abrite aujourd’hui les bureaux du syndicat CFDT.